# ادوارد اسنودن

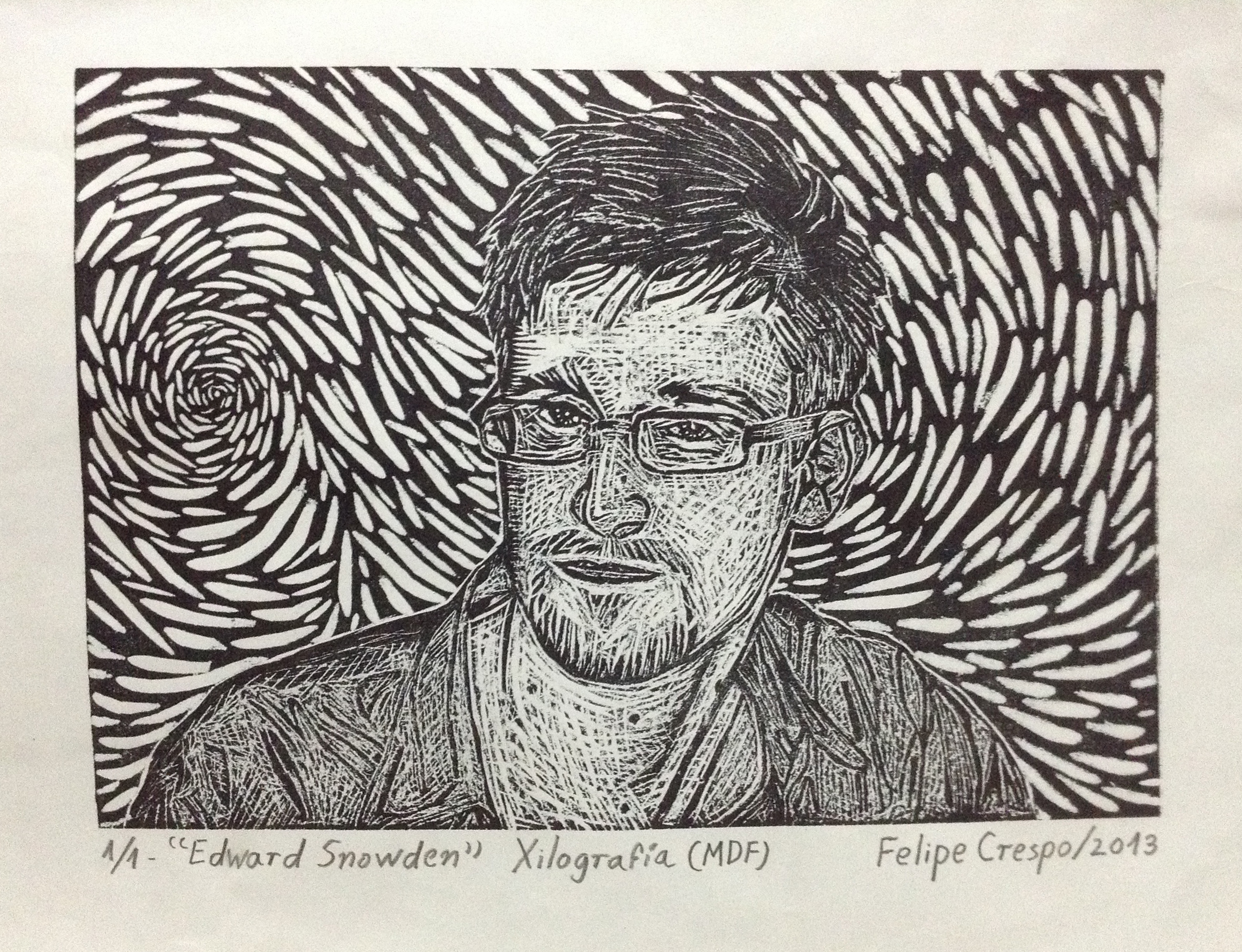
تصویر ادوارد اسنودن، حکاکی‌شده روی چوب به‌دست فیلیپه کرسپو، ۲۰۱۳

اثر هنری روی تصویر ادوارد اسنودن

ادوارد جوزف اسنودن (انگلیسی: Edward Joseph Snowden؛ زادهٔ ۲۱ ژوئن ۱۹۸۳) افشاگر کنونی و کارمند سابق سازمان اطلاعات مرکزی آمریکا و پیمانکار سابق آژانس امنیت ملی است. افشاگری‌های ادوارد اسنودن از عملیات بزرگ «جاسوسی و مراقبت گسترده جهانی» و پریزم پرده برداشت. بنا به مدارک اسنودن، این برنامه‌ها که شامل جاسوسی از مردم عادی و شخصیت‌ها در مکالمات تلفنی، ایمیل و موتورهای جستجوی اینترنتی در تمام کشورها و بدون رعایت مرزهای سیاسی صورت می‌گیرند، در درجهٔ اول توسط آژانس امنیت ملی ایالات متحده آمریکا انجام می‌شوند. گروه فایو آیز، دولت‌های اروپایی و شرکت‌های تلفنی نیز همکاری مستقیم و نزدیکی در این جاسوسی‌ها دارند. افشاگری‌های اسنودن، آغاز رسانه‌ای شدن اطلاعات مربوط به افشاگری‌های جاسوسی گسترده بود. اسنودن از سال ۲۰۱۳ در روسیه زندگی می‌کند و در ۲۶ سپتامبر سال ۲۰۲۲ میلادی ولادیمیر پوتین رئیس‌جمهور روسیه با صدور فرمانی به ۷۵ شهروند خارجی از جمله ادوارد اسنودن، افشاگر ۳۹ ساله آمریکایی، تابعیت روسیه را اعطا کرد.
ادوارد اسنودن کارمند سابق بوز آلن همیلتون و پیمانکار سابق آژانس امنیت ملی ایالات متحده آمریکا، پیشتر برای کامپیوترسازی دل و سازمان سیا نیز کار کرده بود.
در ۲۰ مه ۲۰۱۳ (۳۰ اردیبهشت ۱۳۹۲) اسنودن از محل کارش که تأسیسات متعلق به آژانس امنیت ملی آمریکا در هاوایی بود به هنگ کنگ پرواز کرد و در اوایل ژوئن هزاران مدرک طبقه‌بندی شدهٔ آژانس را در اختیار روزنامه‌نگاران گلن گرینوالد، لورا پویترس و اون مک‌اسکیل گذاشت. هنگامی‌که مطالب در روزنامه‌های گاردین و واشینگتن پست به چاپ رسیدند، اسنودن مورد توجه خبرگزاری‌های بین‌المللی قرار گرفت. مدارک بیشتری بعداً توسط اشپیگل و نیویورک تایمز انتشار یافتند. در ۲۱ ژوئن ۲۰۱۳ (۳۱ خرداد ۱۳۹۲) وزارت دادگستری ایالات متحده اسنودن را به دو جرم متهم نمود. نخست، نقض قانون مربوط به جاسوسی و دوم، سرقت اسناد متعلق به دولت آمریکا یا متعلق به یک دولت خارجی.
اسنودن در ژوئن ۲۰۱۳ اطلاعات طبقه‌بندی‌شده‌ای از برنامه‌های فوق سرّی آژانس امنیت ملی آمریکا از جمله برنامهٔ شنود پریزم را به نشریات گاردین، نیویورک تایمز و واشینگتن پست لو داد.
گاردین، اسنودن را در خصوص ارزش حفظ محرمانگی اطلاعات خصوصی افراد حقیقی و حقوقی، بسیار مشتاق توصیف می‌کند؛ به‌طوری‌که لپ‌تاپ وی با برچسبی حامی سازمان‌های هوادار آزادی اینترنت نظیر پروژهٔ تور مزین شده است. اگرچه او به قول‌ها و وعده‌های باراک اوباما برای رأی آوردن به‌عنوان رئیس‌جمهور باور داشته، ولی در انتخابات ریاست‌جمهوری ایالات متحده آمریکا در سال ۲۰۰۸ به یک حزب سوم رأی داده است. سیاههٔ کمک‌های او به احزاب سیاسی نشان می‌دهد که وی به کمپین مقدماتی ران پال کمک کرده است.
او که در پی ابطال گذرنامه‌اش توسط دولت آمریکا از ۲۳ ژوئن ۲۰۱۳ تا ۲ اوت ۲۰۱۳ (۲ تیر تا ۱۱ مرداد ۱۳۹۲) در فرودگاهی در مسکو به سر می‌بُرد، نخست از کشور اکوادور و سپس از روسیه درخواست پناهندگی کرد. ساعاتی پیش از درخواست پناهندگی وی، ولادیمیر پوتین در یک نشست خبری گفته بود: «اگر آقای اسنودن بخواهد در روسیه اقامت کند باید فعالیت‌های خود را که به منافع شرکای آمریکایی ما لطمه می‌زند، متوقف کند.» در آن هنگام، اسنودن از هنگ‌کنگ به مسکو رفته بود.
در تاریخ ۱ اوت ۲۰۱۳ (۱۰ مرداد ۱۳۹۲) آناتولی کوچرنا، وکیل روس ادوارد اسنودن اعلام کرد موکلش فرودگاه مسکو را ترک کرده و به مکانی امن رفته است. ۲ اوت ۲۰۱۳ (۱۱ مرداد ۱۳۹۲) اعلام شد که بالاخره اسنودن توانسته از دولت روسیه پناهندگی موقت (یک‌ساله) دریافت کند و پا به خاک روسیه بگذارد. کتاب «پرونده‌های اسنودن؛ پشت‌پردهٔ تحت تعقیب‌ترین فرد جهان» نوشتهٔ لوک هاردینگ، روزنامه‌نگار گاردین به ماجرای اسنودن پرداخته است.

## اطلاعات افشا شده
سند فوق سری که توسط اسنودن در اختیار روزنامهٔ گاردین قرار گرفت، نشان می‌دهد که سازمان امنیت ملی ایالات متحده آمریکا این اختیار قانونی را داشته تا بدون نیاز به حکم قضایی، اقدام به جاسوسی از «ایمیل‌ها»، «پیامک‌ها» و «مکالمات تلفنی» شهروندان آمریکایی کند. این قانون که در سال ۲۰۱۱ میلادی به تصویب رسیده در تضاد با اظهارات باراک اوباما رئیس‌جمهور آمریکا و سایر مقام‌های اطلاعاتی در کنگره و سنا مبنی بر حمایت و حفاظت دولت از حریم خصوصی شهروندان این کشور است. بر اساس این قانون، اطلاعات مربوط به شهروندان آمریکایی که ارتباط مستقیمی با اهداف خارجی دارند نیز توسط سازمان امنیت ملی آمریکا بدون اخذ حکم قانونی و قضایی قابل جمع‌آوری و جاسوسی بوده است. جمع‌آوری اطلاعات شهروندان آمریکایی بر اساس بند ۷۰۲ اصلاحیهٔ قانون، موسوم به «فیسا» از سوی سازمان امنیت ملی آمریکا انجام شده است. تعدادی از اسناد که در تاریخ ۱۵ اوت ۲۰۱۳ (۲۵ مرداد ۱۳۹۲) توسط اسنودن در سایت اینترنتی واشینگتن پست منتشر شد فاش کرد که روش جمع‌آوری اطلاعات اتباع آمریکایی و افراد خارجی در خاک آمریکا از طریق کنترل مکالمات تلفنی و پیام‌های ایمیلی ناقض قانون اساسی آمریکا بوده است. هم‌چنین نتیجهٔ یک حسابرسی داخلی در آژانس امنیت ملی آمریکا نشان داده است که در مدت یک‌ساله بین ماه مه ۲۰۱۱ و مه ۲۰۱۲، مجموعاً ۲٬۷۷۶ مورد نقض قانون در جمع‌آوری اطلاعات صورت گرفته است.
در ۲۳ اوت ۲۰۱۳ (۱ شهریور ۱۳۹۲) روزنامه بریتانیایی ایندیپندنت در تیتر نخست خود نوشت:
بریتانیا تشکیلاتی بزرگ در یکی از کشورهای خاورمیانه دارد تا به‌طور گسترده تلفن‌ها، ایمیل‌ها و دیگر تبادلات اطلاعاتی در منطقه خاورمیانه را مورد شنود قرار دهد. از میان اسناد افشاشده توسط ادوارد اسنودن دربارهٔ فعالیت‌های جاسوسی آژانس امنیت ملی آمریکا اطلاعاتی وجود دارد که نشان می‌دهد این تشکیلات قادر است با قرار گرفتن در مسیر فیبرهای نوری به اطلاعات در حال مبادله به واسطه آن‌ها رخنه کند. اطلاعات به دست آمده از این راه در مرکز دولتی ارتباطات بریتانیا بررسی می‌شوند و نتایج آن در اختیار آژانس امنیت ملی آمریکا قرار می‌گیرد. تشکیلات جاسوسی بریتانیا در یک کشور خاورمیانه‌ای (که نامش فاش نشده) به کابل‌های زیر دریا دسترسی دارد و همه اطلاعاتی که از طریق آن‌ها مبادله می‌شده در رایانه‌های بزرگ ویژهٔ ذخیره‌سازی اطلاعات کپی می‌شده‌اند. اطلاعات ذخیره‌شده بعدتر در صورت نیاز در موارد مشخص مورد بازیابی قرار می‌گرفتند.
روزنامه گاردین پس از فشار شدید امنیتی بر تحریریه خود، در ۲۳ اوت (۱ شهریور) در وبگاه خود اعلام کرد که قصد همکاری با نیویورک تایمز برای انتشار اسناد افشاگرانه اسنودن را دارد. در این روز، گاردین فاش کرد که آژانس امنیت ملی آمریکا، به گوگل، یاهو! و مایکروسافت نیز پول داده است. به نقل از روزنامهٔ ایندیپندنت، فشار دولتی علیه گاردین، مستقیماً از سوی دیوید کامرون، نخست‌وزیر بریتانیا هدایت می‌شد.
روزنامه‌های گاردین انگلیس، واشینگتن پست آمریکا و ایندیپندنت بریتانیا شیوه‌های مؤسسهٔ امنیت ملی آمریکا را برای شنود مکالمات تلفنی و الکترونیکی که اسنودن فاش کرده است، منتشر کردند.
ادوارد اسنودن سرویس دراپ‌باکس را ناقض حریم خصوصی دانسته و به کاربران سراسر جهان پیشنهاد کرده برای ذخیره‌سازی داده‌ها به سرویس‌هایی کوچ کنند که نمی‌توانند به محتوای فایل‌ها دسترسی داشته باشند. ادوارد اسنودن می‌گوید کمپانی دراپ‌باکس از شرکای برنامه عظیم جاسوسی «پریزم» آژانس امنیت ملی آمریکا است؛ یعنی در صورت لزوم این آژانس می‌تواند به سادگی و با هماهنگی از محتوا و جزئیات داده‌های ذخیره‌شده کاربران در این سیستم باخبر شود. پیشنهاد ادوارد اسنودن به کاربران، این است که برای ذخیره‌سازی داده‌های خود از سرویس‌هایی استفاده کنند که در اصطلاح فنی «دانش صفر» نامیده می‌شوند؛ یعنی سرویس‌هایی که هیچ‌گونه دسترسی به داده‌های ذخیره‌شده روی سرورهای خود ندارند و نمی‌توانند اطلاعات مرتبط با آن را در اختیار دیگران قرار دهند. اسنودن معتقد است بهتر است از برنامه‌ای مانند «اسپایدراوک» استفاده کنند که همان خدمات را ارائه می‌دهد و از فایل‌های کاربران، محافظت می‌کند. البته دراپ‌باکس ادعای اسنودن را قبول ندارد و اعلام کرده است که از رمزگذاری استفاده می‌کند.

## سوابق شغلی
در ۷ مه ۲۰۰۴ (۱۸ اردیبهشت ۱۳۸۳) اسنودن به نیروی ذخیره ارتش ایالات متحده وارد شد و به عنوان «نیروی ویژه» مورد آموزش قرار گرفت ولی تعلیمات آموزشی را به پایان نرساند. او گفت:
مایلم در عراق بجنگم، زیرا می‌خواهم به‌عنوان یک انسان به آزاد شدن ملت این کشور از یوغ ستم کمک کنم.
او پس از شکستن هر دو پایش در طی یک عملیات آموزشی، در ۲۸ سپتامبر ۲۰۰۴ (۷ مهر ۱۳۸۳) از خدمت معاف شد. سپس او به مدت کمتر از یک‌سال به‌عنوان «متخصص امنیتی» مرکز مطالعات زبان‌شناسی دانشگاه مریلند که یک تأسیسات غیر طبقه‌بندی شده است، به کار مشغول گشت. در ژوئن ۲۰۱۴ اسنودن به وایرد گفت که آنجا یک تأسیسات کاملاً محرمانه بود که برای کار کردن در آن کارمندان تحت کنترل جدی سوابق امنیتی قرار می‌گرفتند و بایست از آزمایش دستگاه دروغ سنج پلی‌گراف می‌گذشتند. اسنودن در ۲۰۱۳ توسط بوز آلن همیلتون برای پیمانکاری در آژانس امنیت ملی ایالات متحده آمریکا استخدام شد. البته اسنودن پیش از آن در شرکت کامپیوترسازی دل و سازمان سیا کار کرده بود.

### اشتغال در سازمان سیا
در سال ۲۰۰۶، پس از حضور در یک نمایشگاه مشاغل اطلاعاتی و امنیتی، به اسنودن شغلی در آژانس اطلاعات مرکزی «سیا» پیشنهاد شد و او به سازمان ملحق گشت. اسنودن در بخش ارتباطات جهانی ستاد مرکزی سیا واقع در لانگلی، ویرجینیا به کار گمارده شد. در مه ۲۰۰۶، اسنودن در نشریه هنر فناوری نوشت که او هیچ مشکلی برای یافتن کار ندارد زیرا او یک «جادوگر کامپیوتر» است. دیری نپایید که او به عنوان یک کارمند مبتدی در یک تیم عالی کامپیوتر نظرها را به خود جلب نمود. اسنودن به مدرسه سری سیا برای متخصصین فناوری فرستاده شد. او در آنجا برای ۶ ماه در هتل اقامت نمود و یک برنامه آموزشی تمام وقت را دنبال کرد. سازمان سیا در مارس ۲۰۰۷ اسنودن را با مصونیت دیپلماتیک در ژنو سوئیس مستقر نمود، مسئولیت او حفاظت از امنیت شبکه کامپیوتری بود. با مأموریتش در سفارت آمریکا در سازمان ملل، یک آپارتمان چهار اتاق خوابه در نزدیکی دریاچه ژنو در اختیار او قرار گرفت. بنا به گفتهٔ گلن گرینوالد، در این زمان اسنودن یک «متخصص فنی عالی سایبری» در آمریکا به حساب می‌آمد و توسط سیا دست‌چین شده بود تا رئیس‌جمهور را در گردهمایی ۲۰۰۸ پیمان ناتو در رومانی پشتیبانی نماید. اسنودن تجربه کارش با سیا در ژنو را آموزنده توصیف می‌کند؛ یک‌بار مأمورین سیا یک بانکدار سوئیسی را مست کرده و تشویقش می‌کنند که اتومبیل را به سوی خانه‌اش رانندگی کند و هنگامی که پلیس او را متوقف می‌نماید سیا پیشنهاد می‌کند که او را از این مخمصه نجات دهد در صورتی که بانکدار، خبرچین سازمان بشود. اولی ماورر، سیاستمدار و رئیس کنفدراسیون سوئیس در سال ۲۰۱۳، این اظهارات اسنودن را به‌طور علنی انکار نمود. او اظهار داشت:
این بدین معناست که سیا به پلیس و دادگاه سوئیس رشوه داده است. با احترام باید بگویم که این موضوع برای من غیرقابل تصور است.
گفته می‌شود این بیانات ماورر زمانی ایراد شده‌اند که ایالات متحده، سوئیس را تحت فشار قرار داده بود تا بر شفافیت سیستم بانکی‌اش بی‌افزاید. در فوریهٔ ۲۰۰۹ اسنودن از سیا استعفا نمود.

### پیمانکاری برای آژانس امنیت ملی آمریکا و کارمندی دل
در ۲۰۰۹ اسنودن شروع به‌کار برای شرکت کامپیوترسازی دل نمود، شرکتی که مدیریت ساخت کامپیوترهای چندین سازمان دولتی را به عهده دارد. مأموریت کاری اسنودن در تأسیسات آژانس امنیت ملی آمریکا واقع در پایگاه هوایی یاکوتا شهر توکیو، شامل آموزش افسران ارتش آمریکا در نحوه حفاظت از شبکه کامپیوتری‌شان در مقابل هکر‌های چینی بود. در طی چهار سال اشتغالش در دل، او از پُست ناظر سیستم کامپیوتری آژانس امنیت ملی ایالات متحده آمریکا به متخصص «استراتژی سایبری» و «ضداطلاعات سایبری» در چندین مکان مختلف ارتقا رتبه یافت. در ۲۰۱۱، او به مریلند بازگشت و به مدت یک‌سال به عنوان فن‌شناس ارشد حساب سازمان سیا در دل به‌کار مشغول شد. در آن پست، رئیس‌های بخش فناوری سیا با او مشورت می‌کردند، از جمله آنان "مدیر ارشد فناوری اطلاعات و "مدیر ارشد فناوری" بودند. مقامات دولت آمریکا و سایر مراکز نزدیک به تحقیقات می‌گویند که اسنودن از آوریل ۲۰۱۲ که در دل مشغول به‌کار بود شروع به بارگیری اطلاعات محرمانه در مورد جاسوسی الکترونیکی دولت نمود. پژوهشگران معتقدند که ۵۰٬۰۰۰ تا ۲۰۰٬۰۰۰ مدرکی که اسنودن به گلن گرینوالد و لورا پویترس داده، زمانی کپی شده‌اند که اسنودن برای دل کار می‌کرده است. در مارس ۲۰۱۲، دل اسنودن را به عنوان فن‌شناس ارشد برای دفتر اشتراک اطلاعات آژانس امنیت ملی آمریکا در هاوایی به‌کار گمارد. در هنگام عزیمتش از ایالات متحده در مه ۲۰۱۳، او به‌مدت ۱۵ ماه در تأسیسات آژانس امنیت ملی آمریکا در هاوایی کار کرده بود، و فعالیتشان متمرکز بر نظارت الکترونیکی بر روی چین و کره شمالی بود که حداقل سه ماه از آن را با شرکت بوز آلن همیلتون همکاری نمود. مسئولان اطلاعاتی، پست اسنودن را «مدیر سیستم» بیان نموده‌اند، در حالی‌که اسنودن آن را «تحلیلگر زیر ساخت» معرفی کرده است، و بدین معنیست که کار او یافتن راه‌های جدید برای نفوذ در شبکه‌های اینترنت و تلفن جهانی بوده است. در ۱۵ مارس ۲۰۱۳ (۲۵ اسفند ۱۳۹۱)، سه روز پس آن‌که جیمز کلپر رئیس آژانس امنیت ملی ایالات متحده آمریکا با ادای سوگند به کنگره ایالات متحده دروغ گفت، و اسنودن آن را «نقطه عطف» خود می‌نامد، او شغلش را در شرکت کامپیوترسازی دل رها کرد و گفت: «هر چند با شروع کار در بوز آلن همیلتون، حقوقش که در شرکت دل سالیانه تا ۲۰۰٬۰۰۰ دلار هم رسیده بود کاهش می‌یافت، او پست جدید را انتخاب نمود تا بتواند اطلاعات محرمانه پیرامون جاسوسی‌های آژانس امنیت ملی ایالات متحده آمریکا را جمع‌آوری و بارگیری کند.» بنا به گزارش مارک هوسنبال در رویترز، احتمالاً اسنودن حدود ۲۰–۲۵ نفر از همکارانش را متقاعد کرده بود که گذرواژه خود را در اختیار او بگذارند به این بهانه که به‌عنوان مدیر سامانه کامپیوتری برای کار به آن‌ها نیاز دارد. شبکهٔ خبری ان‌بی‌سی اعلام داشت که آژانس امنیت ملی ایالات متحده آمریکا در یک گزارش به کنگره چنین اظهار داشته که اسنودن با حیله توانسته است به یک گنجینه متشکل از هزاران سند طبقه‌بندی‌شده دست یابد. اسنودن ادعای فوق را رد کرد و گفت با احترام به مارک هوسنبال باید بگویم که خبر رویترز حقیقت ندارد. من هرگز کد رمزی را ندزدیده‌ام و به همکارانم نیرنگ نزده‌ام. فردای افشاگری اسنودن در مورد فعالیت‌های آژانس امنیت ملی، کارفرمایش بوز الن همیلتون وی را به دلیل نقض قوانین داخلی شرکت اخراج نمود. یکی از کارمندان سابق آژانس امنیت ملی آمریکا به مجله فوربز گفت:
هر چند اینجا پر از افراد باهوش است، ولی اسنودن «یک نابغه در بین نوابغ» بود. سیستم پشتیبانی که اسنودن ساخته‌بود به‌طور گسترده‌ای مورد استفاده قرار می‌گیرد و قادر به یافتن و معرفی نقاط ضعف‌ها و باگ‌های امنیتی هر سیستمی است. اسنودن حداکثر قدرت و امکان عبور به عنوان مدیر سیستم را داشت و می‌توانست به هر نوع اطلاعات یا داده‌ای در آژانس امنیت ملی آمریکا دسترسی داشته باشد.
آژانس امنیت ملی آمریکا به اسنودن پست هکر در یک تیم نخبه با هدف جنگ سایبری را پیشنهاد کرد ولی او این پیشنهاد را نپذیرفت و به بوز الن ملحق گشت. یک منبع خبر با اطلاعات دقیق به رویتر گفته بود که: «مسئولان بوز الن در هنگام استخدام اسنودن متوجه نکات مبهمی در سوابق تحصیلی او شده بودند، اینکه این ابهامات چه بودند و اسنودن چگونه این مشکل را رفع و رجوع نموده است، روشن نیست.» در «رزومه» او بیان شده که اسنودن کلاس‌های کامپیوتر خود را در دانشگاه جانز هاپکینز گذرانده است. سخنگوی جانز هاپکینز گفت که هیچ سابقه‌ای از تحصیل اسنودن در این دانشگاه در دست نیست، و اضافه کرد: «ممکن است اسنودن در کلاسهای تکنولوژی حرفه‌ای آنها که یک مؤسسه خصوصی آموزش کامپیوتر وابسته به جانز هاپکینز است، شرکت کرده باشد.» دانشگاه مریلند تأیید می‌کند که اسنودن در یک کلاس تابستانی که در آسیا تشکیل می‌شد شرکت کرده است. رزومه اسنودن نشان می‌دهد که درجه فوق لیسانس کامپیوتر را از دانشگاه لیورپول در تاریخ ۲۰۱۳ اخذ نموده است. دانشگاه لیورپول اعلام کرد: «اسنودن برای تحصیل در آن‌جا آنلاین ثبت‌نام کرده بود اما او در مطالعه فعال نبوده و برنامهٔ تحصیلی را به‌پایان نرسانده است.»
اسنودن اظهار کرد که با استفاده از «کانال‌های داخلی ابراز مخالفت» نگرانی‌اش درباب مغایرت فعالیت‌های آژانس امنیت ملی آمریکا با قانون اساسی ایالات متحده آمریکا را با بسیاری از همکاران و ناظرین سازمان در میان گذاشته بود. یک سخنگوی آژانس امنیت ملی آمریکا جواب داد: «هیچ مدرکی حاکی از این‌که آقای اسنودن این مشکل را با کسی مطرح کرده باشد در دست نیست.» اسنودن با توضیحات بیشتر و دقیق‌تری در این مورد در ژانویهٔ ۲۰۱۴ بیان کرد: «من تلاش فوق‌العاده‌ای نمودم تا همکاران، ناظرین، یا هر کسی را که از دیدگاه مقررات امنیتی داخلی امکان‌پذیر بود و تمایل به شنیدن داشت، در جریان این برنامه (پریزم) قرار دهم. عکس‌العمل‌های افراد هنگامی‌که از ضد قانون اساسی بودن عملیات مطلع می‌شدند، درجات متفاوتی از نگرانی تا وحشت‌زدگی بود، ولی هیچ‌کس حاضر نبود شغل و خانواده‌اش را به خطر بیندازد یا احتمال زندان رفتن را مثل کاری که توماس دریک کرد بپذیرد. در مارس ۲۰۱۴، اسنودن در گزارش خود به پارلمان اروپا نوشت؛ قبل از افشای اسناد محرمانه، او «مشکل را به‌طور روشنی» به حداقل ۱۰ مسئول آژانس امنیت ملی گزارش داده بود ولی آن‌ها هیچ اقدامی در جواب ننمودند. اسنودن در مصاحبه‌ای در مه ۲۰۱۴، با شبکهٔ خبری ان‌بی‌سی گفت: «پس از این‌که مسئله را با مقامات سازمان در میان گذاشت، به او گفته شد که در این مورد، سکوت اختیار کند.»
اسنودن چنین اظهار داشت:
«این موارد به آژانس امنیت ملی آمریکا ثابت شده است. آن‌ها کپی ایمیل‌ها را در «شواری عالی رایزنی» تحت نظارت و موافقت ایشان در اختیار دارند. فردی مثل من نگرانی خود در مورد نوع تفسیر آزانس امنیت ملی آمریکا از قدرت قانونی اش را مطرح می‌کند. من دیدگاهم را نه تنها از طریق ایمیل رسمی مطرح نمودم، بلکه با مدیران و همکارانم در بیش از یک دفتر در میان گذاشتم. در فورت مید هاوایی و در بسیاری مکانهای دیگر نگرانی‌هایم را اعلام کردم و افرادی که برنامه‌ها را برای اولین بار می‌شنیدند و خودشان آنرا هرگز از نزدیک ندیده بودند شوکه می‌شدند و آنهایی که می‌دانستند و از وجود آن خبر داشتند، به من می‌گفنتد: [می دانی، تو حق داری ولی اگر حرفی این مورد بزنی آنها تو را نابود خواهند کرد.]»
در مه ۲۰۱۴، مسئولان یک ایمیل ارائه کردند که اسنودن در آوریل ۲۰۱۳ در مورد قدرت قانونی کسب اطلاع می‌کند ولی مقامات می‌گویند هیچ سابقه‌ای از ابراز نگرانی اسنودن در مورد این برنامه به یکی از مدیران نیافته‌اند. در ژوئن ۲۰۱۴ آژانس امنیت ملی ایالات متحده آمریکا اعلام کرد که هیچ سندی مبنی بر اینکه اسنودن شکایتی درون تشکیلاتی از فعالیت‌های سازمان کرده باشد موجود نیست. در همان ماه اسنودن توضیح داد که او شخصاً چنین اطلاعیه‌ای را منتشر نساخته است: «من در حال مذاکره با آژانس امنیت ملی ایالات متحده آمریکا در مورد آن سوابق هستم و نمی‌خواهم در حال حاضر تمام آنچه که در آینده آشکار خواهد شد را جلوتر بیان کنم.» در مصاحبه با شبکه ان‌بی‌سی در مه ۲۰۱۴، اسنودن دولت آمریکا را متهم کرد که سعی دارد با نمایش برخی پست‌های او در سازمان اهمیتش را کاهش داده و او را نوعی «تحلیلگر رده پایین» معرفی کند. جملات اسنودن از این قرارند:
من جاسوسی را به‌صورت کلاسیک آموزش دیده‌ام و آنرا به‌طور محرمانه در خارج کار و زندگی اجرا کرده‌ام، با تظاهر به اشتغال در کاری که فعالیت حقیقی من نبود و اسمی که اسم واقعی من نبود. من برای آژانس امنیت ملی آمریکا و آژانس اطلاعات دفاعی به‌طور سری کار کرده‌ام و روش و امکاناتی ایجاد کرده‌بودم تا بدان وسایل در خطرناک‌ترین و دشمنانه‌ترین نقاط جهان امنیت افراد و اطلاعات را تضمین نمایم؛ بنابراین وقتی که آن‌ها (دولت آمریکا) می‌گویند که من یک مدیر سیستم رده پایین هستم و نمی‌دانم که چه می‌گویم، حرف‌شان را گمراه‌سازی می‌نامم.
او در مصاحبه‌ای با شبکه رده گلوبو در ماه ژوئن، تکرار کرد که او «در واقع در سطح بسیار بالایی عمل می‌کرده.» و در مصاحبه‌ای در ماه ژوئیه با گاردین، توضیح داد که در طی خدمتش در آژانس امنیت ملی آمریکا، «صرفاً از پست نظارت بر عملکرد سیستم به هدایت نحوه استفاده از آنها ارتقا یافته.» و «بسیاری نمی‌دانند که او در حقیقت یک تحلیلگر بوده و افراد را در گروه‌های ضربت سازماندهی می‌کرده.» اسنودن متعاقباً گفت: «این به‌نظر خودم عجیب می‌آید که وقتی در دل کار می‌کردم در جلسات کاری با «مدیر ارشد اطلاعات» و «مدیر ارشد فناوری» سازمان سیا و رئیس‌های تمام بخش‌های فناوری شرکت می‌کردم و آن‌ها مشکل‌ترین و سخت‌ترین مسائل فناوری‌شان را با من در میان می‌گذاشتند و مسئولیت من بود تا راه حلی برایشان بیابم.» در زمان کارش به عنوان تحلیلگر آژانس امنیت ملی آمریکا و مدیریت کارهای سایرین، اسنودن به‌یاد می‌آورد که شک و تردیدهای جدی اخلاقی در بین همکارانش نسبت به او پدیدار شده بودند. اسنودن گفت: «تحلیلگرهای جوان ۲۲–۱۸ ساله ناگهان به پستهای مهم با مسئولیت‌های بزرگ گماشته شده بودند و به اطلاعات خصوصی مهمی دسترسی داشتند. در جریان کارهای روزانه‌شان اغلب بروی مدارکی کاملاً بی ارتباط با موضوع امنیت می‌افتادند، مثلاً تصویری لخت از فرد را در وضعیتی ناشایست می‌دیدند و طبعاً کارمند مزبور آن تصویر را به همکارانش هم نشان می‌داد و در اندک زمانی اسرار خصوصی آن شخص توسط تمام این افراد دیده شده بود.» بنا به مشاهدات اسنودن، این گونه رفتار کاملاً عادی بود و «احتمالاً هر دو ماه» تکرار می‌گردید و هرگز آن را گزارش نمی‌دادند و «از فواید جانبی شغل امنیتی» محسوب می‌شد.»

## افشاگری‌های جاسوسی گسترده
در ژوئیهٔ ۲۰۱۴، روزنامه واشینگتن پست، خبر از وجود مخزنی ارائه شده توسط اسنودن داد؛ این مخزن حاوی حدود ۱۶۰٬۰۰۰ ایمیل و پیامک و ۷٬۹۰۰ مدرک نشت‌شده از ۱۱۰۰ حساب آنلاین بود. مدیر آژانس امنیت ملی آمریکا، کیث بی آلکساندر، در ابتدا رقم ۵۰٬۰۰۰ تا ۲۰۰٬۰۰۰ مدرک افشاشده را تخمین می‌زد. مدتی بعد این رقم به ۱٫۷ میلیون سند افزایش یافت؛ تخمینی که از پنتاگون، وزارت دفاع ایالات متحده می‌آمد. مقامات استرالیایی حداقل ۱۵٬۰۰۰ سند اطلاعاتی استرالیا و مسئولان انگلیسی حداقل ۵۸٬۰۰۰ سند اطلاعاتی بریتانیا را افشاشده برآورد کرده‌اند. یک آژانس اطلاعات دفاعی گزارش داد که اسنودن ۹۰۰٬۰۰۰ سند وزارت دفاع را در اختیار گرفته، یعنی بیش از آنچه که از آژانس امنیت ملی آمریکا بارگیری کرده بود.

میزان اطلاعات و داده جمع‌آوری شده از کشورهای مختلف به دست سازمان امنیت ملی ایالات متحده آمریکا؛ رنگ کشور ایران به دلیل بالا بودن میزان اطلاعات مورد سرقت قرار گرفته به چشم می‌خورد.

در ماه مارس ۲۰۱۴، ژنرال مارتین دمپسی به کمیسیون نیروهای مسلح مجلس گزارش داد: «اکثریت مدارکی که اسنودن از ارتش بارگیری کرده است، ارتباطی با سیستم جاسوسی و مراقبت غیرنظامی ندارند. بیشتر آنها در رابطه با توانایی نظامی، عملیات، تاکتیک و طرز عمل ما هستند.» هنگامی‌که در مصاحبه در مه ۲۰۱۴ از مدیر بازنشستهٔ آژانس امنیت ملی آمریکا کیت الکساندر خواسته شد تا شمار اسناد برگرفته‌شده توسط اسنودن را اعلام کند، او جواب داد: «به‌سبب روشی که اسنودن به‌کار برده است تصور نمی‌کنم که کسی قادر باشد به‌درستی شمار مدارک برداشته‌شده را تعیین کند، آنچه می‌توانیم با دقت مشخص کنیم این است که ممکن است اسنادی بیشتر در دست اسنودن باشد که میزان آن‌ها بیش از یک میلیون است.» اسنودن تمام مدارک را به روزنامه‌نگاران تحویل نداده است و می‌گوید: «من یک یک مدارک را قبل از آزاد ساختن آن‌ها بررسی کرده‌ام تا یقین حاصل کنم که حقیقتاً مناسب در اختیار عموم گذاردن هستند. مدارک گوناگون بسیاری هستند که اگر افشا می‌شدند ضربهٔ مهمی به کشورها بودند، که من آنها را منتشر نکردم و بدین ترتیب هر مدرکی را قبل از تحویل به روزنامه‌نگاران، بررسی و مطالعه کردم و اگر وقت کافی برای بررسی تمام این اطلاعات داشتم مایل بودم این مدارک را به روزنامه‌نگاران هر کشوری ارائه کنم.» به‌رغم این تلاش‌ها، انتشار نسنجیده و نامناسب نیویورک تایمز باعث لو رفتن عملیات علیه القاعده گردید.
در ژوئن ۲۰۱۴، مدیر جدید آژانس امنیت ملی ایالات متحده آمریکا آدمیرال راجرز اظهار داشت هر چند پس از انتشارات اسنودن، برخی گروه‌های تروریست هشیار شدند و روش‌های مخابراتی‌شان را تغییر دادند، ولی صدمه آن‌قدر مهم نیست که بگوییم «آسمان روی سرمان خراب می‌شود.» راجرز در فوریهٔ ۲۰۱۵ گفت که اظهارات اسنودن یک «اثر مادی» در توانایی «بینش آژانس امنیت ملی آمریکا بر فعالیت‌های گروه‌های تروریست در سطح جهانی» دارد. در آوریل ۲۰۱۵، انجمن هنری جکسن، یک اندیش‌کده‌ی نومحافظه‌کاری بریتانیایی، در طی گزارشی مدعی شد که افشاگری‌های اسنودن تأثیری منفی بر توانایی بریتانیا در جهت مقابله با تروریسم و گروه‌های جنایتکار داشت. مدیر پرایواسی اینترنشنال از این ادعا انتقاد کرد و اظهار داشت: «گزارش فرض را بر این می‌گذارد که مردم احمق هستند و فقط پس از اسنودن بود که به حفاظت از حریم خصوصی‌شان علاقه‌مند شدند.»

### آزادسازی مدارک آژانس امنیت ملی
روزنامه‌نگار نیویورک تایمز جیمز رایزن بیان داشت که ادوارد اسنودن تصمیمش را مبنی بر افشای اسرار آژانس امنیت ملی آمریکا به‌طور تدریجی و حداقل از زمان کارش در شعبه سازمان سیا واقع در ژنو، اتخاذ نمود. اسنودن ابتدا با گلن گرینوالد روزنامه‌نگار گاردین در اواخر ۲۰۱۲ ارتباط حاصل کرد. او با گرین والد به‌طور ناشناس تماس گرفت و گفت که مدارک حساسی در اختیار دارد که می‌خواهد آن‌ها را به اشتراک بگذارد. گرین والد تدابیر امنیتی اسنودن مثل استفاده از ایمیل‌های رمزی را پر دردسر و کسل‌کننده یافت. سپس اسنودن با یک تهیه‌کننده فیلم‌های مستند بنام لورا پویترس در ژانویه ۲۰۱۳ تماس گرفت. پویترس می‌گوید: «اسنودن پس از دیدن فیلمش در مورد یکی از افشاکنندگان اقدامات آژانس امنیت ملی آمریکا به‌نام ویلیام بینی بود که با او ارتباط برقرار نمود. آنچه که مخصوصاً توجه اسنودن را به گرین والد و پویترس جلب کرد، مقالهٔ گرین والد بود با این شرح که چگونه پویترس به سبب فیلمش به یک «هدف» برای دولت تبدیل شده است.
گرین والد همکاری‌اش با اسنودن را از فوریه یا آوریل ۲۰۱۳ پس از ملاقاتش با پویترس در نیویورک آغاز کرد؛ هنگامی‌که اسنودن شروع به ارسال مدارک به ایشان نمود. اسنودن ارتباطات اینترنتی‌اش را با ایمیل‌های رمزی انجام می‌داد و مخصوصاً خواسته بود که اظهاراتش را با عنوان «نقل قول» و استفاده از نام او در متن مشخص نکنند تا خطر شناسایی از طریق «سبک نگارش» را کاهش دهد. بارتون گلمن، روزنامه‌نگار واشینگتن پست می‌گوید: اولین «تماس مستقیم» آن‌ها در ۱۶ مه ۲۰۱۳ (۲۶ اردیبهشت ۱۳۹۲) صورت گرفت. اسنودن زمانی به‌سوی گرین والد رفت که واشینگتن پست از تضمین چاپ ۴۱ اسلاید پاورپوینت او در ۷۲ ساعت امتناع ورزید و هم‌چنین نتوانست مدارک مربوط به پریزم را با کد رمزی که اسنودن می‌خواست آنلاین بگذارد تا بدین ترتیب اسنودن بتواند متعاقباً هویت خود را به‌عنوان عامل نشت اطلاعات اثبات کند. اسنودن اعلام کرد:
می‌دانم که این عمل برای من ناراحتی به بار خواهد آورد و ارائهٔ آزاد این اطلاعات به مردم، پایان کار من خواهد بود.
اسنودن هم‌چنین به گلمن گفت که روزنامه‌نگارانی که با او همکاری می‌کنند تا قبل از انتشار مدارک در خطر مرگ از جانب سازمان‌های امنیتی آمریکا خواهند بود؛ «چنان‌چه بدانند که شما تنها نقطه ضعف افشای این مدارک هستید و در صورت متوقف کردن‌تان، آن‌ها تنها مالک اسناد، باقی خواهند ماند.» در مه ۲۰۱۳ او موفق به اخذ مرخصی به بهانهٔ درمان صرع شد و مرکز آژانس امنیت ملی آمریکا در هاوایی را ترک کرد. در اواسط ماه مه، اسنودن یک مصاحبهٔ آنلاین با پویترس و جیکوب اپلبام انجام داد که در اشپیگل به چاپ رسید. پس از افشای اسناد کپی‌شده، اسنودن قول داد افشاگری‌های مهم‌تری در راه خواهند بود. در ژوئن ۲۰۱۳ او گفت:
آنچه که هم‌اکنون می‌توانم بگویم، این است که دولت ایالات متحده دیگر قادر نیست با زندانی کردن یا قتل من، بر این مطالب سرپوش بگذارد. حقیقت در راه است و متوقف نخواهد شد.

### پرده‌برداری از اسرار
روند انتشار مدارک نشت‌شده، جزئیات تاریک و ناشناختهٔ دستگاه «جاسوسی بین‌المللی گسترده» و افشاگری‌های جاسوسی گسترده‌ای را آشکار ساختند که سازمان امنیت ملی آمریکا با همکاری تنگاتنگ گروه فایو آیز از جمله: استرالیا، بریتانیا و کانادا عمل می‌کند. سردبیر روزنامه گاردین آلن راسبریجر گفت: «در نوامبر ۲۰۱۳ هنگامی‌که فقط یک درصد اسناد، منتشر شده بودند، مسئولان هشدار دادند که بدترین‌ها هنوز در راه‌اند.» در ۵ ژوئن ۲۰۱۳ (۱۵ خرداد ۱۳۹۲)، گاردین اعلام داشت که مستندسازی وجود و عملکرد برنامه «جاسوسی گستردهٔ جهانی» را شروع کرده است. این مستندسازی‌ها یک سال طول کشیدند. اولین برنامه‌ای که می‌بایست افشا می‌شد، پریزم بود که با تأیید دادگاه، اجازهٔ بازرسی حساب‌های گوگل و یاهوی شهروندان آمریکا را می‌داد، برنامه پریزم توسط دو نشریهٔ واشینگتن پست و گاردین با فاصلهٔ یک‌ساعت از یکدیگر منتشر گردید. بارتون گلمن از واشینگتن پست، نخستین روزنامه‌نگاری بود که اسناد اسنودن را افشا ساخت. او گفت: «دولت آمریکا با اصرار از او خواسته که نام شرکت‌های درگیر در برنامهٔ پریزم را منتشر نکند» ولی گلمن تصمیم گرفت که ذکر نام شرکت‌ها باعث خواهد شد که واقعیت، بهتر برای مردم آمریکا محسوس شود.
این گزارش همچنین از پروژه اطلاعاتی تمپورا خبر می‌داد. برنامه جاسوسی ستاد ارتباطات دولت انگلیس که معادل و همکار آژانس امنیت ملی در آمریکا است. گزارش اصلی ستاد ارتباطات دولت انگلیس شامل جزئیات عملیات مرکز داده‌های تلفنی آژانس، خبرچین بیکران و یک دستور محرمانه دادگاه به شرکت تلفن ورایزن کامیونیکیشنز مبنی بر تحویل میلیون‌ها سوابق تلفنی شهروندان آمریکایی به آژانس امنیت ملی آمریکا، به‌ویژه تحویل سوابق مکالمات شخصیت‌های مهم دنیای تجارت و سیاست به این سازمان بود. یکی دیگر از پروژه‌هایی که علنی شدند، پروژه ایکس‌کی‌اسکور بود؛ یک نرم‌افزار تجزیه و تحلیل که با آن می‌توان تقریباً هر حرکتی را که در اینترنت صورت گرفته جمع‌آوری و بایگانی نمود. گاردین می‌گوید که ایکس‌کی‌اسکور یکی از بحث برانگیزترین اظهارات اسنودن را روشن می‌کند: «من از میز کارم می‌توانستم هر کسی را بر روی نوار ضبط کنم. شما یا حسابدارتان تا یک قاضی فدرال یا حتی شخص رئیس‌جمهور، چنانچه فقط یک آدرس ایمیل شخصی دراختیار می‌داشتم.» بنا به افشاگری‌های اسنودن آژانس امنیت ملی ایالات متحده آمریکا مشغول جمع‌آوری میلیون‌ها ایمیل و لیست مخاطبین پیامک‌ها، مطالعه ایمیل‌ها، ردگیری موقعیت جغرافیایی تلفن‌های همراه و تخریب رمزگذاری‌های کاربران با استفاده از نرم‌افزار رمزشکن بولران بوده است. آژانس امنیت ملی ایالات متحده آمریکا هم‌چنین از کوکی‌ها (کوکی اچ‌تی‌تی‌پی) که به منظور تجاری در اینترنت به‌کار برده می‌شود، برای دقیق‌تر مشخص نمودن هدف‌های جاسوسی دولت و تقویت سیستم مراقبتی استفاده می‌کند.
هم‌چنین نشان داده شد که آژانس امنیت ملی آمریکا با ورود به مرکز داده‌های گوگل و یاهو و با استفاده از برنامه جاسوسی و مراقبت ماسکولار از کابل‌های زیردریایی ارتباط اینترنت، اطلاعات صدها میلیون کاربر را جمع‌آوری می‌کند.
بنا به اسنادی که در دسامبر ۲۰۱۳ افشا شدند؛ سازمان‌های آژانس امنیت ملی ایالات متحده آمریکا، سیا، ستاد ارتباطات دولت انگلیس از کاربران «زندگی دیگر»، «اکس‌باکس لایو» و «دنیای وارکرفت» جاسوسی می‌نمودند و سعی در استخدام خبرچین از این وبگاه‌ها را داشته‌اند. مدارک منتشرشده، آشکار می‌سازند که کارمندان این آژانس، در مورد فعالیت یا گرایش‌های جنسی خوشان هم جاسوسی می‌کردند و این عملیات را لاواینت نام داده بودند. آژانس امنیت ملی آمریکا فعالیت‌های جنسی آنلاین شهروندانی که بنیادگرا نام نهاده بود را تحت نظر داشت تا از آن برای بی‌اعتبار کردن فعالان سیاسی استفاده کند.
پس از افشاگری در مورد «مروارید سیاه» (به انگلیسی: Black Pearl)؛ نرم‌افزاری که شبکه‌های خصوصی را هدف قرار می‌دهد، آژانس امنیت ملی ایالات متحده آمریکا متهم شد که از حدود مأموریتش برای حفظ امنیت ملی فراتر رفته است. آژانس در برنامه‌های جمع‌آوری اطلاعات خود شرکت نفت برزیل پتروبراس را هدف قرار داده بود. آژانس امنیت ملی ایالات متحده آمریکا و ستاد ارتباطات دولت انگلیس و هم‌چنین سازمان‌های خیریه نظیر یونیسف، پزشکان جهانی، و متحدینی از قبیل رئیس سازمان ملل و نخست‌وزیر اسراییل را نیز تحت جاسوسی قرار داده است. در اکتبر ۲۰۱۳، آشکارسازی‌های اسنودن از جاسوسی‌های ایالات متحده، تنش مهمی بین آمریکا و نزدیک‌ترین متحدینش ایجاد نمود؛ کشورهای موضوع جاسوسی عبارت‌اند از برزیل، فرانسه، مکزیک، بریتانیا، چین، آلمان، اسپانیا و همچنین ۳۵ نفر از رهبران جهانی، به‌ویژه آنگلا مرکل صدر اعظم آلمان که در اعتراض به این عملیات اظهار نمود: «جاسوسی بین دوستان غیرقابل قبول است» و آژانس امنیت ملی آمریکا را با سازمان جاسوسی اشتازی مقایسه کرد. مدارک نشت‌شده‌ای که اشپیگل در ۲۰۱۴ منتشر کرد حاکی از این حقیقت است که آژانس امنیت ملی آمریکا از ۱۲۲ رهبر بلندپایهٔ جهان، جاسوسی کرده است.
سند «بودجهٔ سیاه» آژانس امنیت ملی آمریکا که واشینگتن پست پس از دریافت از اسنودن منتشر کرد، میزان موفقیت و شکست ۱۶ آژانس امنیتی آمریکا را نشان می‌داد و همچنین آشکار می‌سازد که آن‌ها با پرداخت پول به‌طور غیرقانونی به شبکه ارتباطات و مکالمات شرکت‌های خصوصی فناوری نفوذ کرده است. در سال مالی ۲۰۱۳ سازمان‌های امنیت آمریکا بودجه‌ای معادل ۵۲ میلیارد دلار در اختیار داشتند.
یک بیانیه مأموریت آژانس امنیت ملی ایالات متحده آمریکا تحت عنوان «استراتژی شنود الکترونیک ۲۰۱۲–۲۰۱۵»، بیان می‌دارد که این آژانس قصد دارد فعالیت‌های جاسوسی و نظارتش را افزایش دهد. هدف آن «افزایش چشمگیر کنترل شبکه‌های بین‌المللی» و «به‌دست آوردن توانایی‌های لازم برای جمع‌آوری اطلاعات از هر کسی، در هر کجا و در هر زمان» مشخص شده بود. گلن گرینوالد در کتابش که «جایی برای پنهان شدن نیست» در مه ۲۰۱۴ منتشر شد با استناد به مدارک اسنودن نشان می‌دهد که هدف حقیقی آژانس امنیت ملی آمریکا از این قرار است: «جمع‌آوری تمامی اطلاعات»، «پردازش همه اطلاعات»، «شریک شدن در همه مسائل» و «دانستن همه چیز».
اسنودن در مصاحبه با تلویزیون آلمان در ژانویهٔ ۲۰۱۴ می‌گوید؛ عملیات جمع‌آوری اطلاعات آژانس امنیت ملی ایالات متحده آمریکا به امور امنیت ملی ایالات متحده محدود نمی‌شود، و آژانس را به جاسوسی صنعتی متهم نمود.
او با بیان نمونه شرکت آلمانی زیمنس افزود؛ " اگر مطلبی در زیمنس برای آمریکا مفید باشد ـ حتی بدون ارتباط با مسائل امنیت ملی ـ با این‌همه آژانس امنیت ملی آمریکا آن مطلب را برداشت می‌کند.
پس از این اظهارات، سازمان امنیت داخلی آلمان بنا به تقاضای حزب چپ آلمان تحقیقاتی به عمل آورد ولی هیچ گواه جدی مبنی بر جاسوسی صنعتی آمریکا در آلمان نیافت.
در فوریهٔ ۲۰۱۴، اسنودن در گواهی‌اش در برابر نمایندگان اتحادیه اروپا در مورد " برنامه‌هایی که هنوز افشا نکرده است " چنین گفت ؛" من تشخیص این‌که دانستن کدام‌یک از این اسناد، اهمیت بیشتری برای مردم دارد را به وجدان روزنامه‌نگاران و هماهنگی با مسئولان دولت، واگذار می‌کنم. "
در مارس ۲۰۱۴، گلن گرینوالد با افشای اسنادی در «اینترسپت» نشان داد که آژانس امنیت ملی آمریکا و ستاد ارتباطات دولت انگلیس در نظر دارند هزاران کامپیوتر را با بدافزاری به‌نام «توربین» Turbine آلوده کنند. در این نوشته هم‌چنین از کوانتوم هند (به انگلیسی: QUANTUMHAND) گفته شده است که شامل یک فیس‌بوک قلابی است و می‌تواند حائل ارتباط با سرور گردد.
بنا به گزارشی به‌دست‌آمده از اسنودن و منتشرشده در واشینگتن پست در تاریخ ژوئیهٔ ۲۰۱۴، نود درصد از آنانی‌که تحت جاسوسی و مراقبت در آمریکا قرار گرفته‌اند شهروندان معمولی هستند که هدف تحقیقات ویژه‌ای نبوده‌اند. این روزنامه اظهار داشت؛ مدارک شامل ایمیل، پیامک و حساب‌های آنلاینی را که کنترل کرده، ادعای اسنودن را تأیید می‌کنند.
در اوت ۲۰۱۴، اسنودن برای اولین بار یک برنامه جنگ سایبری به‌نام «مانسترمایند» را افشا و محکوم کرد. این نرم‌افزار به‌طور دائم و اتوماتیک در صدد یافتن الگوهای ترددی است که می‌توانند حاکی از حملات سایبری باشند.
قابلیت منحصربه‌فرد مانسترمایند که آن را از دیگر ابزارهای جنگ سایبری متمایز می‌سازد این است که نه تنها حملات سایبری را شناسایی می‌کند بلکه می‌تواند متقابلاً بدون دخالت انسان حمله را برگشت دهد. گاهی حملات سایبری با گذر از کشورهای سومی که نقشی در حمله ندارند، وارد می‌شوند. به‌عبارت دیگر، حمله‌کننده می‌تواند از هویت جعلی و به‌صورت حمله جعل استفاده کند. برای مثال یک نفر از چین حمله‌اش را طوری ظاهرسازی می‌کند که از روسیه صورت گرفته است و حملهٔ متقابل (از سوی مانستر مایند)، یک بیمارستان روسیه را هدف قرار خواهد داد. بعد چه اتفاقی خواهد افتاد؟

## انگیزه‌های اسنودن
هویت ادوارد اسنودن بنا به‌خواست خودش در ۹ ژوئن ۲۰۱۳ توسط روزنامه گاردین به عموم معرفی شد.
او چنین توضیح داد: " من قصد ندارم هویت خودم را پنهان کنم زیرا می‌دانم که خطایی مرتکب نشده‌ام ".
او همچنین افزود، با معرفی خودش امیدوار بود که مانع تعقیب و بازجویی همکارانش به منظور یافتن عامل نشت مدارک بشود. بنا به گفتهٔ لورا پویترس که اولین فیلم مصاحبهٔ اسنودن در هنگ کنگ را تهیه کرده است؛ اسنودن در ابتدا مایل نبود که در مقابل دوربین ظاهر شود چون " نمی‌خواست داستان، در مورد شخص او باشد". پویترس می‌گوید او اسنودن را متقاعد ساخت که توضیحاتش در فیلم پیرامون اهمیت ویژهٔ مدارک، ضروری است: " نه فقط بدین دلیل که من می‌دانستم تفسیر و بیان رسانه‌های عادی قابل پیش‌بینی و محدود خواهند بود، بلکه حضور و توضیحات شخصی که می‌داند این فناوری (جاسوسی الکترونیکی) چگونه کار می‌کند، و حاضر است جانش را به خطر بیندازد تا مردم را مطلع سازد، شنیدن توضیحات مشروح و عمیق او تأثیری بیشتری بر مردم خواهد داشت، تا مدارک به خودی خود ."
اسنودن در توجیه خودش گفت:
من نمی‌خواهم در جامعه‌ای زندگی کنم که اعمالی چون جاسوسی از شهروندان و پریزم) به وقوع می‌پیوندند. نمی‌خواهم در جهانی زندگی کنم که هر چیزی که بگویم یا هر عملی که انجام دهم ثبت می‌شود. تنها انگیزهٔ من آگاه‌سازی مردم است. برای من از دیدگاه رضایت شخصی، مأموریتم تمام‌شده محسوب می‌شود. من هم‌اکنون برنده‌ام. به‌محض این‌که روزنامه‌نگاران کارشان را شروع کنند تمام آنچه که من می‌خواستم به انجام برسانم تأیید می‌گردد. باید به‌یاد داشته باشید، هدف من تغییر جامعه نبود. من می‌خواستم به جامعه این فرصت را بدهم تا تصمیم بگیرد که آیا می‌خواهد خود را متحول سازد یا خیر. من فقط می‌خواستم مردم بتوانند بگویند که چگونه می‌خواهند دولت بر آن‌ها حکومت کند.
در ماه اکتبر اسنودن طی مصاحبه‌ای با نیویورک تایمز در مورد انگیزه‌اش گفت؛ " سیستم گزارش مشکلات، درست کار نمی‌کند، شما باید خطاها را به همان‌هایی گزارش دهید که مسئول نواقص هستند "، اسنودن هم‌چنین به عدم وجود حمایت قانونی برای افشاگرانی که پیمانکار دولتی هستند نیز اشاره کرد، مثل به‌کار بردن "قانون جاسوسی ۱۹۱۷" برای تعقیب قانونی نشت‌کنندگان اطلاعات، و به همین باور بود که او "زنگ خطرها را به صدا درآورده است. در غیر این‌صورت، افشاگری‌هایش برای همیشه دفن می‌شدند".
در دسامبر ۲۰۱۳، به‌مجرد این‌که دریافت؛ حکم قاضی فدرال مبنی بر جمع‌آوری فراداده‌های تلفن توسط آژانس امنیت ملی آمریکا به احتمال قوی مغایر قانون اساسی ایالات متحده آمریکا است، اسنودن چنین گفت: "من بر اساس اعتقادم اقدام نموده‌ام چراکه برنامهٔ جاسوسی و مراقبت عمومی آژانس امنیت ملی آمریکا تاب چالش مغایرت با قانون اساسی را نمی‌آورد و مردم آمریکا سزاوارند که این موضوع در یک دادگاه علنی، تحت بررسی قرار گیرد … امروز، وقتی که یک برنامهٔ سری که با اجازهٔ یک دادگاه سری مشروعیت یافته بود به روشنی روز آورده شد، معلوم گشت که حقوق شهروندان آمریکایی را نقض می‌کند. این یک نمونه از بسیار است. در ژانویهٔ ۲۰۱۴، اسنودن گفت که "نقطهٔ عطف برای او دیدن جیمز کلاپر مدیر آژانس امنیت ملی آمریکا بود که با قید سوگند در مقابل کنگره ایالات متحده آمریکا دروغ گفت "(در تاریخ ۱۲ مارس ۲۰۱۳). سه ماه پس از آن، اسنودن در صدد برآمد که هزاران مدرک سرّی آژانس امنیت ملی آمریکا را با گلن گرینوالد به اشتراک بگذارد و ۹ ماه پس از این‌که جیمز کلاپر مدیر آژانس در مقابل کمیسیون ویژهٔ سنای آمریکا، منکر جمع‌آوری فراداده‌های شهروندان آمریکایی شد، اسنودن اولین بارگیری غیرقانونی اسناد آژانس امنیت ملی آمریکا را به انجام رساند. اسنودن گفت: "هیچ نیازی به حفظ سازمان امنیتی نیست که باور دارد به مردم و قانون‌گذارانی که به آن سازمان اعتماد کرده‌اند و مسئول تنظیم عملکردش هستند می‌تواند دروغ بگوید. از آن‌جایی که این مطلب واقعاً از نظر من مهم است، دیگر راه بازگشتی از این نقطه وجود نداشت. از طرف دیگر، درک این واقعیت بود که کس دیگری این کار را نخواهد کرد. حق مردم است که در مورد این برنامه بدانند. در مه ۲۰۱۴، ونتی فر بیان داشت که اسنودن در سال ۲۰۰۸ برای اولین بار شروع به تفکر در باب افشای اسرار نمود. اما او از این کار، خودداری کرد که بخشی از آن به‌دلیل باور او به باراک اوباما بود که در همان سال انتخاب شد و احتمالاً اصلاحاتی به عمل می‌آورد. اسنودن اظهار داشت که او مشکلات قانونی در ارتباط با برنامهٔ جاسوسی آژانس امنیت ملی را با بیش از ۱۰ فرد مسئول در میان گذاشت، ولی به‌عنوان یک پیمانکار، هیچ راه قانونی در پیش پا نداشت تا افشاگری مهمی بنماید.

## هنگ کنگ

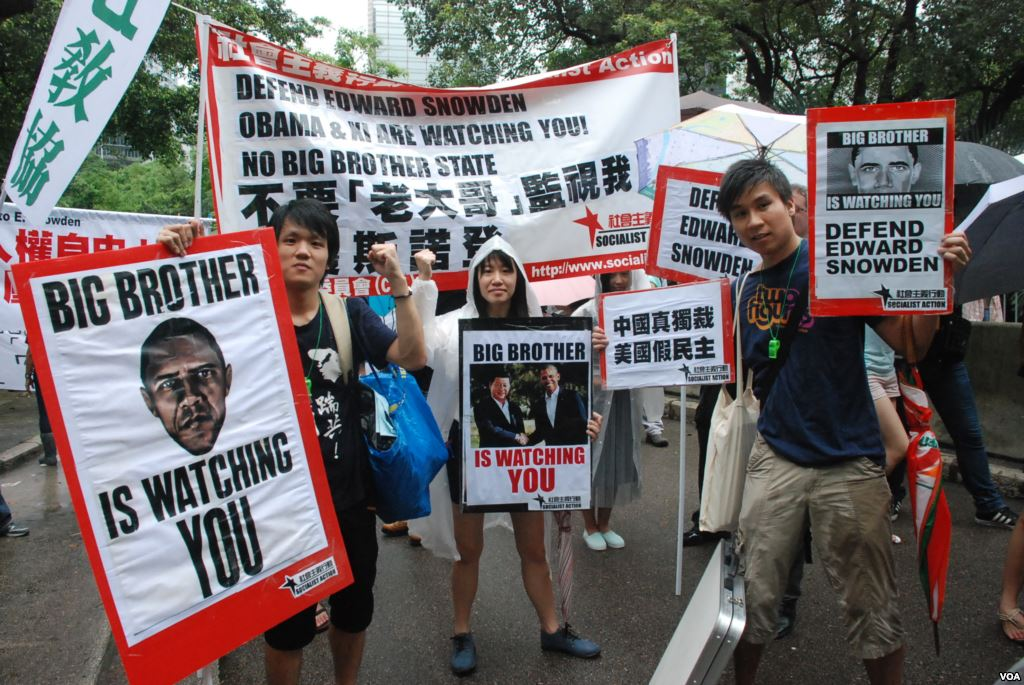
نوشته روی پلاکاردها: «برادر بزرگ به تو می‌نگرد.»
برادر بزرگ (Big Brother) نماد و چهرهٔ نظام حکومتی است که به اشکال گوناگون، بر زندگی طبقات مختلف مردم، نظارت و کنترل دارد. تصویر چهرهٔ این مرد، در سرتاسر شهر روایت داستان رمان ۱۹۸۴ نصب شده است و حس تحت کنترل و حمایت بودن را تلقین می‌کند.

در مه ۲۰۱۳، اسنودن به بهانهٔ درمان بیماری در آمریکا (قاره اصلی) از کارش در هاوایی مرخصی گرفت ولی در عوض به هنگ کنگ پرواز کرد؛ مقصدی که در تاریخ ۲۰ مه به آن‌جا رسید. در هنگ کنگ هفت پناهجوی سری‌لانکایی و فیلیپینی او را مخفی کردند.
در ژوئن، اسنودن به خبرنگار گاردین گفت که در هتل میرا Mira Hotel اقامت دارد و به ندرت از اتاقش خارج می‌شود. در ۱۰ ژوئن، گزارشگر روزنامه، اون مک‌اسکیل چنین اظهار داشت " او همه‌روزه در اتاقش فرورفته و هرگز خارج نمی‌شود. فکر می‌کنم از ۲۰ مه تا به حال فقط سه بار از اتاقش خارج شده و آن‌هم برای مدتی کوتاه بوده است." کارمندان میرا هتل به خبرنگاران وال‌استریت جورنال گفتند که ورود اسنودن، ۱ ژوئن رسماً در هتل ثبت شده است. اسنودن قسم خورده بود که با هر گونه تلاش ایالات متحده برای بازگرداندنش به مبارزه برخیزد و به همین منظور، یک وکیل حقوق بشر کانادایی مقیم هنگ کنگ به‌نام رابرت تیبو Robert Tibbo را به عنوان مشاور حقوقی خود انتخاب نمود. اسنودن به روزنامه صبح چین جنونی South China Morning Post گفت قصد دارد در هنگ کنگ بماند تا زمانی‌که از او خواسته شود که آنجا را ترک کند و افزود که می‌خواهد این تصمیم مهم را به مردم و دادگاه هنگ کنگ واگذار کند. در مدتی که در هنگ کنگ بود او گفت که دولت آمریکا جنایات مهمی در مورد هنگ کنگ مرتکب شده است؛ و هم‌چنین چین، " از قبیل شناسایی کردن آدرس‌های پروتکل اینترنت * چینی و جمع‌آوری داده‌ها از طریق کنترل پیامک‌های شهروندان هنگ کنگ . [...] در اواخر ماه اوت، روزنامه روسی کمرسانت مدعی شد که اسنودن درست قبل از عزیمت خود از هنگ کنگ به مقصد مسکو، در کنسولگری روسیه واقع در هنگ کنگ زندگی می‌کرده است. بن ویزنر مشاور حقوقی اسنودن که وکیل در اتحادیه آزادی‌های شهروندی آمریکا است، در ژانویه ۲۰۱۴ چنین اظهار داشت ؛" هر سازمان و شبکهٔ خبری در جهان تلاش نمود تا صحت آن خبر را تأیید کند و هیچ‌کدام نتوانستند، چون که خبر دروغ است."
[...]. با این همه، رئیس‌جمهور روسیه ولادیمیر پوتین گفت؛ چند روز قبل از پرواز به مسکو آقای اسنودن با نمایندهٔ دیپلماتیک ما در هنگ کنگ ملاقات نمود. [...] در۲۲ ژوئن (۱۸ روز پس از شروع انتشار مدارک اسنودن در مورد آژانس امنیت ملی) مقامات آمریکایی پاسپورت او را باطل کردند.
در ۲۳ ژوئن، اسنودن سوار هواپیمای تجاری آئروفلوت به مقصد مسکو شد. در این سفر، سارا هریسون، یکی از فعالان ویکی‌لیکس او را همراهی می‌کرد. مقامات هنگ کنگ اعلان داشتند که به‌رغم تقاضای دولت آمریکا، اسنودن را دستگیر نکرده‌اند، زیرا درخواست ایالات متحده کاملاً با قوانین هنگ کنگ مطابقت نمی‌کند و توجیه قانونی برای ممانعت از پرواز ایشان وجود ندارد.
در ۲۴ ژوئن سخنگوی وزارت خارجه آمریکا پاتریک ونترل گفت؛ " این اظهارات قابل قبول نیستند و در واقع تصمیم تکنیکی ادارهٔ مهاجرت هنگ کنگ است. این یک انتخاب حساب‌شدهٔ دولت و آزاد کردن یک فراری بود که حکم جلب قانونی و درست برای بازداشتش وجود داشت … هر چند قانون حریم خصوصی به من اجازه نمی‌دهد که در مورد جزئیات گذرنامه آقای اسنودن صحبت کنم، ولی می‌توانم بگویم که مقامات هنگ کنگ کاملاً از اهمیت آقای اسنودن برای ما آگاه بودند و وقت کافی داشتند تا مانع پرواز او شوند. " در همان روز جولیان اسانژ اعلام کرد که ویکی لیکس هزینه اقامت اسنودن در هنگ کنگ و پرواز او را پرداخته است. در اکتبر ۲۰۱۳ اسنودن گفت که قبل از عزیمت به مسکو تمامی مدارک محرمانه‌ای را که به همراه داشت به خبرنگارانی که در هنگ کنگ ملاقات کرده بود تحویل داده و هیچ نوع کپی برای خودش نگه نداشته است. اسنودن در ژانویهٔ ۲۰۱۴ در مصاحبه با تلویزیون آلمان گفت که تمام اطلاعاتش را " به خبرنگاران آمریکایی داده است که در مورد مسائل آمریکا گزارش تهیه می‌کنند ". در طی اولین مصاحبه‌اش با یک شبکهٔ تلویزیونی آمریکا، در مه ۲۰۱۴ اسنودن گفت؛ "خود را مقابل اعمال فشار روس‌ها با تخریب مدارک قبل از عبور به روسیه، حفاظت کرده است."

## روسیه

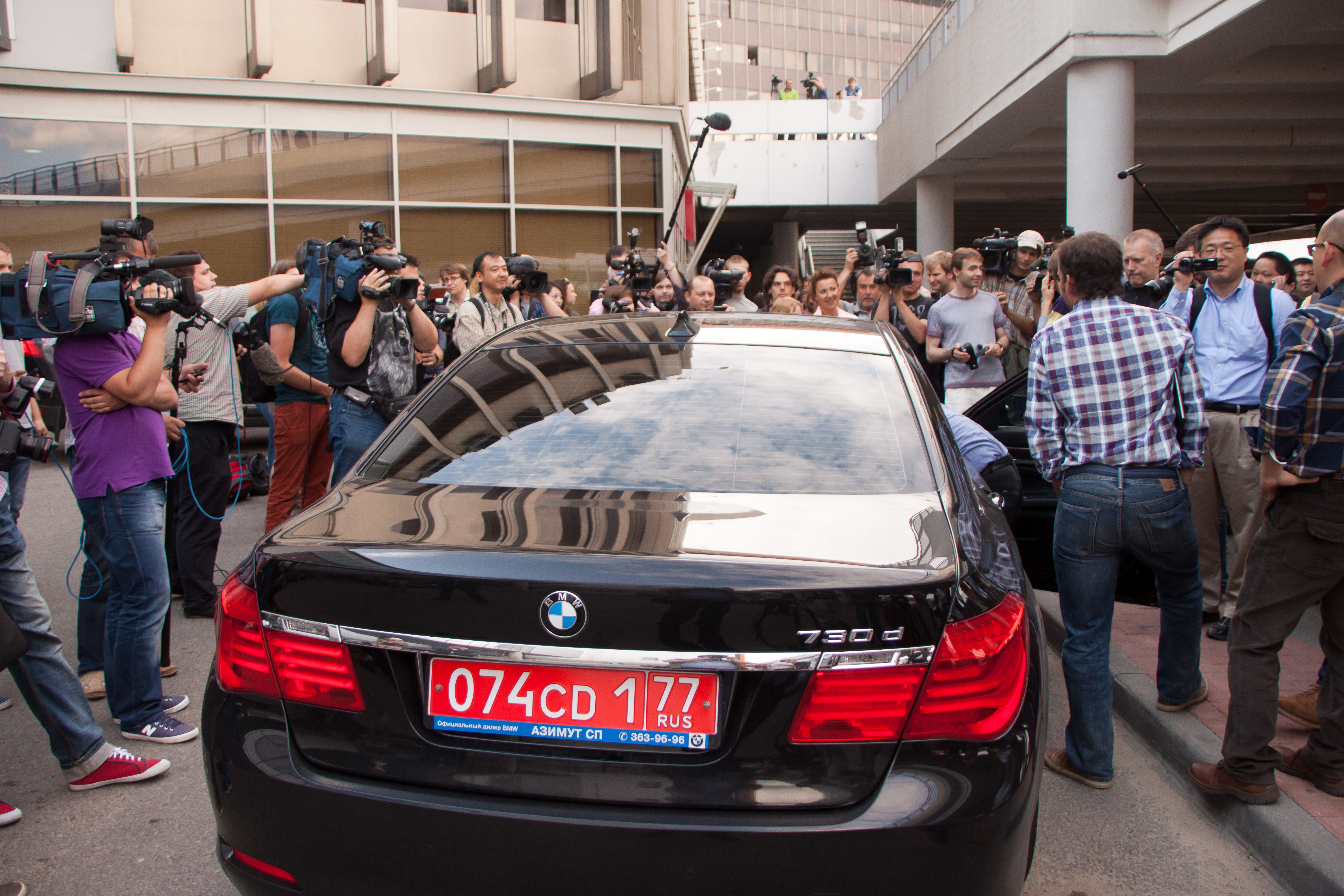
ادوارد اسنودن در خودروی سفارت اکوادور (فرودگاه بین‌المللی شرمتیوو شهر مسکو)

در ۲۳ ژوئن ۲۰۱۳، پرواز اسنودن در فرودگاه بین‌المللی شرمتیوو مسکو فرود آمد. ویکی‌لیکس اظهار داشت مقصد او جمهوری اکوادور برای تقاضای پناهندگی، با عبور نمودن از مسیری مطمئن بود. اسنودن در مصاحبهٔ ژانویهٔ ۲۰۱۴ گفت که یک صندلی در پروازی به مقصد کوبا رزرو شده بود ولی نتوانست بلیت آن پرواز را بگیرد. به‌رغم این‌که هدف او تنها عبور از روسیه بود، در آنجا متوقف گشت. او افزود؛ من یک بلیت برای ادامهٔ سفر به هاوانا داشتم و فقط از مسکو عبور می‌کردم (یک هواپیما پر از گزارشگر شمارهٔ صندلی من را هم ثبت کرده‌اند) ولی دولت آمریکا تصمیم گرفته بود که من مسکو بمانم و پاسپورت مرا باطل نمودند. اسنودن چنین توجیه می‌کند؛ مقامات آمریکایی می‌خواستند او در مسکو بماند تا بدین ترتیب او را جاسوس روسیه نمایان سازند. [...] یک گزارش روسی بیان می‌کند، اسنودن قرار بود از مسکو عبور کند و با پروازی که در هاوانا توقف می‌کرد به آمریکای لاتین برود؛ ولی هنگامی‌که او به فرودگاه مسکو رسید، مقامات کوبایی تحت فشار دولت آمریکا نظرشان را عوض کردند و به مسکو اعلام نمودند که به هواپیمای حامل اسنودن اجازهٔ فرود در هاوانا را نخواهند داد. در نتیجه اسنودن با باطل شدن پاسپورتش در منطقهٔ ترانزیت فرودگاه مسکو گیر کرد. فیدل کاسترو، مدعی شد که داستان ممانعت کوبا از آمدن اسنودن به آن کشور، دروغ محض و یک افترا است. واشینگتن پست گفت، حقایق موجود با این شایعه را که روسیه هرگز نمی‌خواسته است که به اسنودن مأمور سابق سیا اجازه ادامه سفرش را بدهد مغایرت دارند. ولادیمیر پوتین رئیس‌جمهور روسیه گفت، ورود اسنودن به مسکو غیرمنتظره و به مثابه یک هدیه سال نو ناخواسته بود. پوتین افزود؛ اسنودن در محدودهٔ ترانزیت فرودگاه مسکو باقی خواهد مان، و از آن‌جایی که او هیچ جرمی در روسیه مرتکب نشده است، آزاد است که برود و بهتر است که این‌کار را بکند. او منکر این مطلب شد که مأمورین اطلاعاتی روسیه با اسنودن کار کرده یا کار می‌کنند. با رسیدن اسنودن به مسکو، کاخ سفید نارضایتی خود از تصمیم هنگ کنگ مبنی بر دادن اجازهٔ خروج به اسنودن را اعلام داشت. روابط عمومی کاخ سفید جی کارنی گفت: "ما به روشنی بر این اعتقاد هستیم که آقای اسنودن باید به ایالات متحده بازگردانده شود تا در دادگاه رسیدگی به اتهاماتی که علیه ایشان اقامه شده‌اند حضور یابد." مدیر دفتر مطبوعات وزارت امور خارجه ایالات متحده تأیید کرد: " ما خیلی از تصمیم مقامات هنک کنگ برای اجازهٔ فرار دادن به اسنودن، به‌رغم تقاضای قانونی استرداد ایشان مبنی بر موافقتنامهٔ موجود بین دو کشور مأیوس گشته‌ایم. ما امیدواریم که دولت روسیه امکانات موجود برای بازگرداندن آقای اسنودن به آمریکا را مورد مطالعه قرار دهد، تا او برای پاسخگویی به اتهامات وارده، به دستگاه قضایی ایالات متحده تحویل داده شود. [...] پس از این‌که با تقاضای پناهندگی اسنودن در روسیه موافقت شد، وکیل جنایی بین‌المللی داگلاس مک‌ناب گفت: "چون آقای اسنودن دیگر قصد سفر به آمریکای لاتین را ندارد تا زمانی‌که در روسیه بماند در امنیت خواهد بود". جولین آسانژ هم که با این نظر موافق است، طی مصاحبه با رولینگ استون در ۲۰۱۳ گفت: "با این‌که اکوادور و ونزوئلا در کوتاه‌مدت از او حمایت می‌کردند، اما در بلندمدت، این کشورها دستخوش تحولات و تغییرات در دولت می‌گردند. او در روسیه امنیت دارد و محترم شمرده می‌شود و به‌نظر نمی‌آید که تغییری در این شرایط به‌وجود آید. این توصیهٔ من به اسنودن بود که او از لحاظ فیزیکی در روسیه در امنیت خواهد بود. بنا به اسنودن؛ " سیا در آمریکای جنوبی خیلی نیرومند است و دولت‌ها خیلی ضعیف‌تر از روسیه هستند … و آن‌ها [سیا] می‌توانستند مرا بدزدند …" چهار کشور به اسنودن پناهندگی دائم پیشنهاد کردند: اکوادور، نیکاراگوئه، بولیوی و ونزوئلا. شبکهٔ خبری ای‌بی‌سی گفت: "هیچ خط مستقیم هوایی بین نیکاراگوئه، بولیوی، ونزوئلا و مسکو وجود ندارد و ایالات متحده تمامی کشورهای واقع در مسیر را تحت فشار قرار داده بود تا اسنودن را تحویل بدهند. اسنودن در ژوئیهٔ ۲۰۱۳ گفت که او تصمیم گرفته که از روسیه تقاضای پناهندگی کند وقتی که دریافت هیچ راه مطمئنی برای رسیدن به کشورهای آمریکای لاتین وجود ندارد. اسنودن گفت؛ او در روسیه باقی ماند زیرا هنگامی‌که در حال تصمیم‌گیری در باب تقاضای پناهندگی در آمریکای جنوبی بود ایالات متحده به‌زور هواپیمای رئیس‌جمهور بولیوی، (اوو مورالس) را وادار به فرود نمود. در این مورد برخی از کشورهای اروپایی و آمریکای شمالی نشان دادند که مایلند در خارج از محدودهٔ قانون عمل کنند، این طرز رفتار امروز هم ادامه دارد. وجود تهدید اعمال غیرقانونی دولت‌ها باعث شد که سفر من به آمریکای لاتین و بهره‌مند شدن از پناهندگی در آن‌جا غیرممکن گردد. او گفت که چنانچه مشکلی با دولت آمریکا وجود نداشت او از روسیه خارج می‌شد. در مصاحبهٔ اکتبر ۲۰۱۴ با مجلهٔ "دِ نیشن" اسنودن گفت ؛" دولت آمریکا صبر کرد تا هنگ کنگ را ترک کنم و سپس پاسپورت مرا باطل نمود تا بدین ترتیب من در روسیه گیر بیفتم، اگر واقعاً می‌خواستند مرا دستگیر کنند فقط لازم بود که بگذارند من سفرم به آمریکای لاتین را ادامه دهم و در آن‌جا سیا بی‌محابا قادر به هر کاری است. آن‌ها این راه‌حل را نمی‌خواستند و برای همین تصمیم گرفتند که من را در روسیه نگه دارند ."

## تقاضاهای پناهندگی
اسنودن از ۲۱ کشور تقاضای پناهندگی نمود. وی در بیانیه‌ای که به او نسبت داده می‌شود گفته است که دولت آمریکا و مخصوصاً معاون رئیس‌جمهور جو بایدن با اعمال فشار، مانع از پذیرفته شدن تقاضایش از جانب این دولت‌ها شده است. بایدن قبل از اظهارات اسنودن به رافائل کورئا رئیس‌جمهور وقت اکوادور تلفن کرده و از او خواسته بود که تقاضای پناهندگی اسنودن را نپذیرد. اکوادور در ابتدا یک برگهٔ موقت مسافرت به اسنودن پیشنهاد کرد که بعداً آن را پس گرفت. در ۱ ژوئیه رافائل کورئا گفت که تصمیم به ارائهٔ برگهٔ موقت مسافرت "یک اشتباه بود ". در ۱ ژوئیه در یک بیانیهٔ منتشرشده توسط ویکی‌لیکس، اسنودن دولت آمریکا را متهم کرد که "از شهروندی، به مثابه یک حربه استفاده می‌کند. او این راهکار را یکی از ابزارهای بد و قدیمی سیاست تهاجمی" توصیف نمود و با یادآور شدن قول اوباما مبنی بر این‌که اجازه نمی‌دهد در موارد و قضایا «زد و بند و معامله» (به انگلیسی: Wheeling and Dealing) به‌کار رود، گفت: "این نوع اغفال‌گری از جانب یک رهبر جهانی عادلانه نیست، و یک تاوان فراقانونی در تبعید است." چندین روز پس از آن، ویکی‌لیکس اعلام کرد که اسنودن از ۶ کشور دیگر تقاضای پناهندگی نموده است، ویکی‌لیکس از نام بردن آن‌ها "‌به‌دلیل نگرانی موجود از دخالت آمریکا در این موضوع " خودداری کرد. وزارت کشور فرانسه تقاضای پناهندگی اسنودن را رد کرد با این توضیح که " پس از تجزیه و تحلیل شرایط متقاضی، فرانسه با این موضوع، موافقت نخواهد کرد ". لهستان از بررسی تقاضای پناهندگی او خودداری کرد به این‌دلیل که طبق رویهٔ مرسوم، ارائه نشده است. وزیر امور خارجه برزیل گفت که دولتش در نظر ندارد که به تقاضای پناهندگی اسنودن پاسخ گوید. آلمان، فنلاند و هند تقاضای اسنودن را صراحتاً رد کردند و اتریش، اکوادور، نروژ، ایتالیا، هلند و اسپانیا گفتند که این تقاضا باید در خاک کشورشان ارائه گردد.
در نوامبر ۲۰۱۴، آلمان اعلام کرد که اسنودن تقاضای قبلی ردشده‌اش را تجدید نکرده است و دیگر به مثابه متقاضی قلمداد نمی‌شود.
ولادیمیر پوتین در ۱ ژوئیهٔ ۲۰۱۳ گفت: "اگر اسنودن می‌خواهد که با تقاضای پناهندگی‌اش در روسیه موافقت شود باید کارهایی [افشاگری‌ها] که به دوستان آمریکایی ما صدمه می‌زنند را متوقف سازد.
یک سخنگوی پوتین متعاقباً اعلام کرد که اسنودن پس از آگاهی از این شرط، تقاضای پناهندگی‌اش را پس گرفت. در ۱۲ ژوئیه در ملاقاتی با نمایندگان سازمان‌های حقوق بشر و وکلا که از جانب دولت روسیه در فرودگاه بین‌المللی شرمتیوو شهر مسکو ترتیب داده شده بود، اسنودن اعلام کرد هر پیشنهاد پناهندگی که تا به امروز دریافت کرده یا در آینده دریافت خواهد نمود را می‌پذیرد. او همچنین افزود که با تقاضای پناهندگی‌اش در ونزوئلا موافقت شده است. اسنودن گفت به مدتی که برای حل مسائل سفرش نیاز دارد از روسیه تقاضای پناهندگی خواهد نمود.
ادارهٔ مهاجرت روسیه تأیید کرد که اسنودن در ۱۶ ژوئیه یک تقاضای پناهندگی موقت ارائه نموده است. کوچرنا گفت که موکل او قصد دارد در روسیه کار بیابد، مسافرت کند و زندگی خود را در این‌جا آغاز نماید، او اکنون شروع به‌یادگیری زبان روسی نموده است.
در نامه‌ای به وزیر دادگستری روسیه، الکساندر کونووالوف، دادستان کل ایالات متحده، اریک هولدر سعی نمود که دلایل اسنودن برای تقاضای پناهندگی موقت یا دائم را بی‌پایه و اساس نشان دهد. هلدر گفت که جرایمی که آقای اسنودن به آن‌ها متهم است مجازات اعدام ندارند و دادستانی آمریکا قصد ندارد تقاضای حکم اعدام کند حتی اگر اتهامات مهم‌تری که مشمول حکم اعدام هستند در آینده به کیفرخواست اضافه شوند. هلدر افزود؛ به‌رغم ابطال پاسپورت او که در ۲۲ ژوئن صورت گرفته است اسنودن می‌تواند آزادانه از مسکو سفر کند. او یک پاسپورت موقت که فقط برای بازگشت مستقیم به آمریکا قابل استفاده است را دریافت خواهد کرد. [...] در همان روز، سخنگوی رئیس‌جمهور گفت که کرملین تکرار می‌کند که بر موضع خود مبنی بر عدم استرداد اشخاص باقی است. او افزود که پوتین شخصاً در پرونده دخالتی ندارد و اسنودن درخواستی نکرده است که نیازمند رسیدگی از جانب رئیس حکومت باشد. این موضوع بین سرویس امنیت فدرال روسیه و اداره تحقیقات فدرال حل و فصل می‌شود. در مارس ۲۰۱۵، گلن گرینوالد در اینترسپت گزارش داد که زیگمار گابریل معاون صدراعظم آلمان به او گفته است که دولت آمریکا تهدید کرده بود چنان‌چه به اسنودن پناهندگی دهند یا امکان مسافرت او را فراهم آورند، دیگر اطلاعات امنیتی در اختیار آلمان نخواهد گذاشت.

## دریافت جایزه

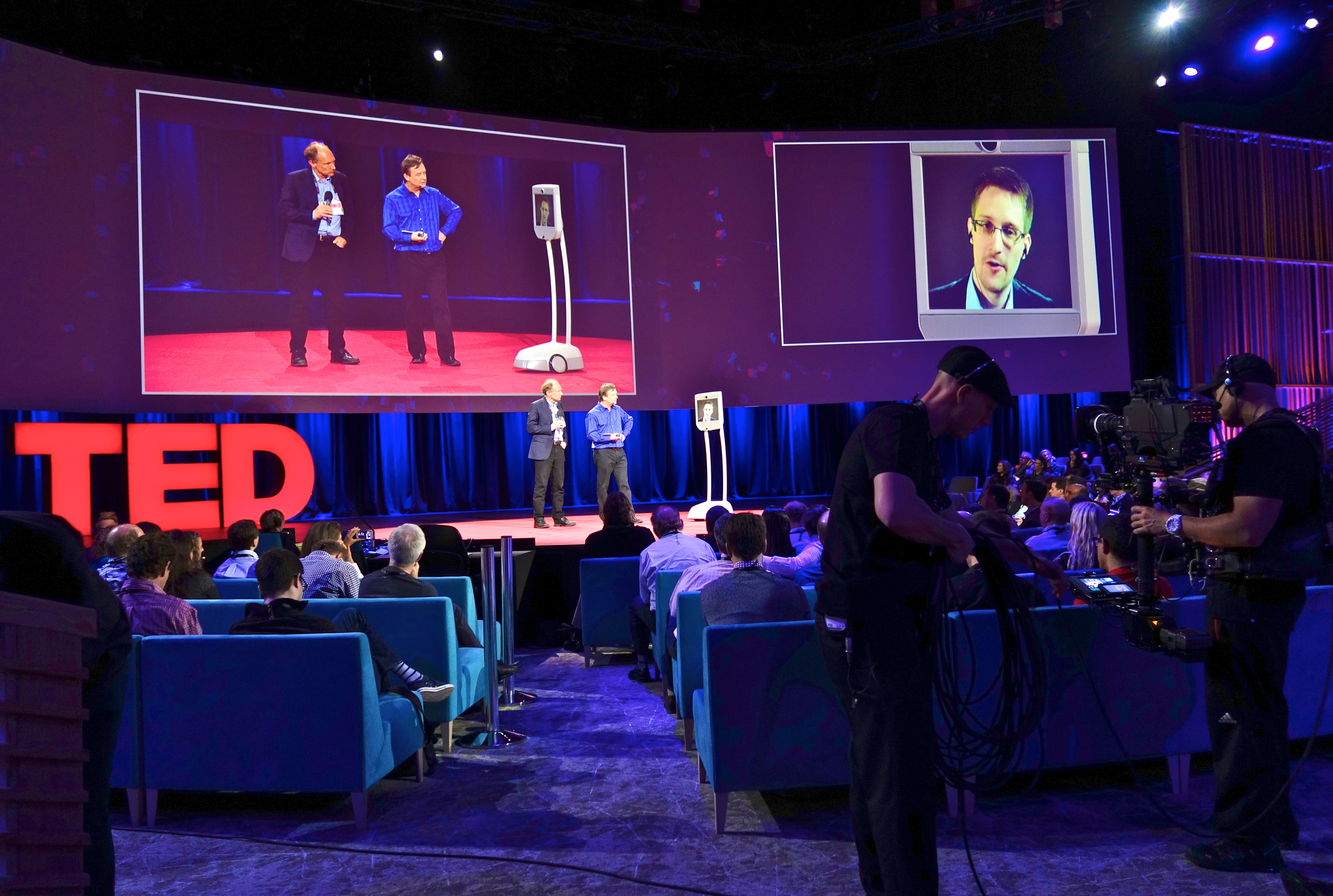
حضور غافلگیرکنندهٔ اسندون در کنفرانس تد

در ۳۰ اوت ۲۰۱۳ سه نهاد مدنی ضدفساد آلمان به نام‌های «شفافیت بین‌الملل»، «انجمن دانش‌پژوهان آلمان» و «حقوقدانان علیه سلاح اتمی» با اهدای جایزه افشاگران (به انگلیسی: Whistleblower) به اسنودن از عمل وی در راستای دفاع از حقوق شهروندی تقدیر کردند. از نظر این سه نهاد، ادوارد اسنودن در راستای تأمین منافع عمومی عمل کرده است.
ادا مولر، رئیس سازمان «شفافیت بین‌الملل» آلمان گفت: «ما از اسنودن عمیقاً سپاسگزاریم.» وی گفت که اسنودن با شهامت و احساس مسئولیت خود، بحثی پراهمیت را در پهنه‌ای همگانی به راه انداخته است. مسئله بر سر این پرسش است که حقوق اساسی ما تا چه اندازه ارزش دارد. همچنین در آیین اهدای جایزه، گلن گرینوالد، خبرنگاری که با اسنودن همکاری داشته، در یک پیام ویدئویی، اسنودن را افشاگری خواند که «به پاکیزه‌ترین شکل ممکن» عمل کرده است. وی گفت که اسنودن تمام خطرها را به جان خرید تا افکار عمومی را در مورد «اقدامات نادرست دولت آمریکا در مقیاسی باورنکردنی» روشن سازد.

## تعطیلی لاوابیت
خدمات رایانامهٔ لاوابیت که اسنودن با نشانی edsnowden@lavabit.com در آن حساب داشت و به عنوان جایگزینی امن برای گوگل مطرح بود، در پی جلب‌توجه دولت و سازمان‌های امنیتی ایالات متحده به این سرویس، در اقدامی هوشمندانه تصمیم گرفت به جای همکاری با دولت، خدمات خود را در اوت ۲۰۱۳ تعطیل کند. با وجود اینکه بنیان‌گذار این سرویس اعلام کرد که به علت محدودیت‌های اعمالی بر او نمی‌تواند اطلاعات بیشتری در این مورد بدهد، احتمال داده می‌شود که دولت قصد داشته است به اطلاعاتی در مورد ایمیل ادوارد اسنودن (فراداده‌های آن، کلیدهای رمزنگاری و گذرواژه‌اش) دست یابد. در پی این اتفاق، ادوارد اسنودن از طریق روزنامهٔ گاردین اعلام کرد که شرکت‌های بزرگ آمریکایی دیگر باید از رفتار لاوابیت درس بگیرند:
کارمندان و رهبران گوگل، مایکروسافت، یاهو، اپل و دیگر غول‌های اینترنتی باید از خودشان بپرسند که چرا مانند کسب و کارهای کوچک، برای دفاع از خواسته‌های ما نمی‌جنگند. دفاع آن‌ها تا این لحظه این بوده است که توسط قوانینی که با آن‌ها موافق نیستند مجبور به همکاری شده‌اند، اما یک روز خارج شدن از دسترسی برای سرویس‌هایی با این شرایط، می‌توانند به چیزی دست یابد که یکصد لاوابیت هم نمی‌توانند.

## واکنش‌ها نسبت به افشای اطلاعات و درخواست پناهندگی

### آمریکا
افشای اطلاعات: در ژوئن ۲۰۱۳ ارتش آمریکا دسترسی به بخش‌هایی از سایت روزنامهٔ گاردین را که مربوط به برنامهٔ جاسوسی این حکومت بوده است برای هزاران پرسنل خود در آمریکا فیلتر کرد و کل سایت گاردین را برای پرسنل خود در افغانستان، خاورمیانه و جنوب آسیا مسدود نمود؛ و این فیلتر اطلاعات را یک روش «بهداشت شبکه‌ای» به قصد تقلیل افشای غیرمجاز اطلاعات طبقه‌بندی‌شده توسط رایانه‌های وزارت دفاع دانست. هرچند واکنش به افشاگری اسنودن در کنگره آمریکا عموماً منفی بوده است، و او را یک خائن به کشور و سزاوار پیگرد قانونی و دستگیری دانسته‌اند، دو نفر از نمایندگان کنگره درخواست یک اصلاحیه در قانون اختیارات سازمان امنیت ملی آمریکا کردند که به قصد کاهش جمع‌آوری و ذخیرهٔ اطلاعات شخصی افراد بود، ولی با آن مخالفت شد. مفسران سیاسی و شخصیت‌های اجتماعی مانند نوآم چامسکی، الیور استون، مایکل مور، الکس جونز، گلن بک، اندرو ناپولیتانو اسنودن را برای افشای جاسوسی مخفیانهٔ حکومت آمریکا تحسین کردند؛ ولی برخی کارشناسان او را تقبیح کردند، کارش را مخالف منافع ملی آمریکا دانستند و رسانه‌ها نیز او را یک خیانتکار نامیدند. باراک اوباما، رئیس‌جمهور آمریکا، از برنامه‌های آژانس امنیت ملی این کشور دفاع کرد، اما گفته است که "برای تضمین نظارت بهتر بر قانونی بودن اقدامات آژانس، اصلاحاتی باید انجام پذیرد."

### اروپا
افشای اطلاعات: سران کشورهای اروپایی خشمگینانه عکس‌العمل نشان دادند و آنگلا مرکل و فرانسوا اولاند جاسوسی آمریکا را غیرقابل قبول خواندند، و تأکید کردند که آژانس امنیت ملی آمریکا باید فوراً آن را متوقف کند. دیپلمات‌های روسیه، ترکیه و آفریقای جنوبی نیز که در اجلاس سران گروه ۲۰ (جی۲۰) سال ۲۰۰۹ لندن گفتگوهایشان مورد شنود قرار گرفته‌بود، واکنش خشمگینانه‌ای داشتند. پس از آن‌که نیروهای امنیتی بریتانیا دیوید میراندا، شریک زندگی گلن گرینوالد را در فرودگاه هیترو لندن بازداشت کردند، سردبیران چهار روزنامهٔ اروپایی به نام‌های پولیتیکن دانمارک، داگنس نیهتر سوئد و آفتنپوستن و هلسینگین فنلاند با انتشار نامه‌ای سرگشاده خطاب به دیوید کامرون، نخست‌وزیر بریتانیا، در هفته‌نامهٔ بریتانیایی آبزرور از نقض آزادی بیان در بریتانیا ابراز نگرانی کرده‌اند. سردبیرهای این روزنامه‌ها در نامه خود بازداشت شریک زندگی گلن گرینوالد (یکی از خبرنگاران گاردین) را نمونه‌ای از آزار و اذیت روزنامه‌نگاران توصیف کرده‌اند. گرینوالد برای نخستین بار، اطلاعات ارائه‌شده از جانب ادوارد اسنودن دربارهٔ جاسوسی غیرقانونی آژانس امنیت ملی آمریکا را در گاردین منتشر کرده بود.
 افشای اطلاعات: به گفته آلن راسبریجر، سردبیر روزنامه بریتانیایی گاردین در تاریخ ۲۰ اوت (۲۹ مرداد)، نیروهای امنیتی بریتانیا درایوهای کامپیوتری حاوی اطلاعات فاش‌شده توسط ادوارد اسنودن را از بین برده‌اند. وی گفت اقدام به از بین بردن این اطلاعات، نقطهٔ اوج فشارهایی است که «چهره‌های در سایه ی» دولت بریتانیا در هفته‌های اخیر بر گاردین وارد کرده‌اند. او می‌گوید پس از تهدید و فشار طولانی مأموران امنیتی در دفتر گاردین کامپیوترهایی را که اطلاعات اسنودن روی آن‌ها بود از بین بردند. او این اتفاق را یکی از «عجیب و غریب‌ترین لحظاتی» دانسته که در تاریخ گاردین به چشم می‌خورد. گاردین می‌گوید به رغم نابود کردن اطلاعات اسنودن در کامپیوترهای لندن، کپی این اطلاعات در دفاتر دیگر گاردین وجود دارد. همچنین نیروهای امنیتی بریتانیا دیوید میراندا، شریک زندگی گلن گرینوالد را در فرودگاه هیترو لندن بازداشت کردند. آقای گرینوالد برای نخستین بار اطلاعات ارائه‌شده از جانب ادوارد اسنودن دربارهٔ جاسوسی غیرقانونی آژانس امنیت ملی آمریکا را در گاردین منتشر کرد.
 درخواست پناهندگی: چندین کشور اروپایی چون فنلاند، اتریش، ایتالیا و اسپانیا در جواب به درخواست پناهندگی ادوارد اسنودن این‌گونه پاسخ دادند که پناه‌جو خود برای پناهندگی باید به‌صورت فیزیکی در کشور حضور داشته باشد که این شرط برای اسنودن قابل قبول نبود چراکه سفر و معلوم شدن مکانش در آن زمان، ریسک بزرگی بود.
 درخواست پناهندگی: اسنودن سه روز پس از افشای هویت خود به جهان از مسئولان کشور ایسلند درخواست پناهندگی کرد اما سفیر این کشور در چین تأکید می‌کند که کشورش نمی‌تواند با درخواست اسنودن موافقت کند چراکه ممکن است مسائل امنیتی کشورش را به خطر بیندازد.
 درخواست پناهندگی: در تاریخ ۲ ژوئیهٔ ۲۰۱۳ (۱۱ تیر ۱۳۹۲) وزیر امور خارجه آلمان، گیدو وستروله صحبت‌های انجام‌شده به‌منظور دادن پناهندگی به ادوارد اسنودن را تأیید کرد و اعلام کرد که پروسهٔ پناهندگی او بر اساس قانون اساسی کشور آلمان به‌صورت گام‌به‌گام ادامه خواهد یافت.
 درخواست پناهندگی: چندین حزب فرانسوی از حضور ادوارد اسنودن در کشور خود به‌عنوان پناهنده استقبال کردند؛ بنابراین در تاریخ ۱۰ ژوئن ۲۰۱۳ (۲۰ خرداد ۱۳۹۲) کشتیران لِ پن اعلام کرد: «ادوارد اسنودن، مأمور پیشین سیا باید هرچه زودتر تا حد ممکن مورد حفاظت قرار گیرد، چرا که سازمان‌های امنیتی آمریکا به‌دنبال او هستند و کشور فرانسه می‌تواند مکان خوبی برای چنین فرد بانفوذی باشد.» ۲۰ روز پس از این سخنرانی، ژان-لوس ملنکان، اسنودن را فردی «ولی‌نعمت» خواند و گفت که فرانسه می‌تواند جای خوبی برای او باشد. در روز ۱ ژوئیهٔ ۲۰۱۳ (۱۰ تیر ۱۳۹۲) حزب چپ فرانسه به اسنودن مقام شهروند افتخاری شهر پاریس را داد و ای‌ای‌ال‌وی (سازمان بوم‌شناسی سبز اروپا) دستوری را برای ورود سریع و «بدون تأخیر» اسنودن به فرانسه صادر کرد. در همان روز، فرانسوا اولاند، رئیس‌جمهور وقت فرانسه، اعلام کرد که هیچ درخواست رسمی نه از سوی دولت فرانسه و نه از سوی ادوارد اسنودن برای پناهندگی اعلام نگردیده است. در روز پنجشنبه، ۴ ژوئیهٔ ۲۰۱۳ (۱۳ تیر ۱۳۹۲) نیز مانوئل والس اعلام کرد که تمامی شایعات و درخواست‌ها در مورد پناهندگی اسنودن رد شده است. در روز پیش از آن، مجلهٔ ل'اکسپرس از مردم درخواست کرد برای پناهندگی اسنودن امضا جمع کنند. این دادخواست بیش از ۱۶۵٬۰۰۰ امضا دریافت کرد. از بین این امضاکنندگان می‌توان به ادگار مورن، پیر برژه و دانیل کوهن-بندیت اشاره کرد.
 درخواست پناهندگی: پس از یک‌ماه و نیم کشمکش، پوتین از اسنودن خواست تا دیگر اطلاعات خود را افشا نکند. پوتین همچنین تأکید کرد اجازه نخواهد داد اسنودن به روابط کشورش با شرکای آمریکایی خود لطمه وارد کند. نهایتاً روسیه پناهندگی موقت یک‌ساله به اسنودن اعطا کرد.

### سازمان ملل متحد
افشای اطلاعات: بان کی‌مون، دبیرکل سازمان ملل گفت که ارتباطات دیجیتال نباید مورد سوءاستفاده قرار بگیرد، چنان‌که اسنودن این سوءاستفاده را از آن نمود. این اظهارنظر بان کی‌مون مورد اعتراض واقع شده است که «گویا او هیچ نگران تجاوز به حریم خصوصی توسط دولت‌ها نیست، و فقط نگران این است که چگونه افشاگران از سیستم‌ها سوءاستفاده می‌کنند.»

### آمریکای جنوبی
افشای اطلاعات: رافائل کورئا رئیس‌جمهور اکوادور از رسانه‌های آمریکا به خاطر تمرکز بر اخبار وضعیت اسنودن و کشورهای حمایت‌گر او، به‌جای تمرکز بر مسائل حریم شخصی ملی و بین‌المللی‌ای که اسناد فاش‌شده، مستلزم آن بود، انتقاد کرد. نیکلاس مادورو رئیس‌جمهور ونزوئلا و دانیل اورتگا رئیس‌جمهور نیکاراگوئه گفتند که به اسنودن پناهندگی سیاسی می‌دهند.

#### فرود اجباری هواپیمای رئیس‌جمهور بولیوی
در آوریل ۲۰۱۵، ماریا لویس راموس اورزاگاسته، سفیر کشور بولیوی در روسیه، جولیان اسانژ بنیان‌گذار ویکی لیکس را متهم کرد که با در جریان گذاشتن شایعات ساختگی این باور را برای مقامات آمریکایی ایجاد کرده بود که رئیس‌جمهور بولیوی اوو مورالس قصد خارج کردن ادوارد اسنودن از روسیه را با هواپیمای ریاست جمهوری دارد، که در نتیجه در ژوئیه ۲۰۱۳ آمریکا با نقض قوانین بین‌المللی (قرارداد وین درباره روابط سیاسی) هواپیمای مورالس را وادار به فرود در اتریش نمود که این عملیات جان رئیس‌جمهور بولیوی را به مخاطره انداخت.
اسانژ در این مورد اظهار داشت؛ طرح دارای شفافیت و صداقت کامل نبود، ولی ما بر این اعتقاد بودیم که نتیجه وسیله را توجیه می‌کند. نتیجه ان، عملیات ایالات متحده بود، و ما از آنچه رخ داد بسیار متاسفیم. بعدها در یک مصاحبه اسانژ تمام داستان مربوط به فرود اجباری جت رئیس‌جمهور بولیوی برای جستن اسنودن در هواپیما، توسط دولت آمریکا را از این قرار شرح داد که پس از باطل شدن پاسپورت ادوارد اسنودن، ویکی لیکس به این فکر افتاد که اسنودن را با هواپیمای خصوصی یکی از رئیس‌جمهورهای آمریکای جنوبی که حمایتشان از اسنودن را اعلام کرده بودند از مسکو خارج کنند. جت مورد نظر برای این نقشه، هواپیمای نیکلاس مادورو رئیس‌جمهور ونزوئلا بود، ولی ما تعمداً به جای مادورو در چند مکالمه تلفنی با وکلایمان در آمریکا از هواپیمای رئیس‌جمهور بولیوی مورالس نام بردیم، بدیهیست که این صحبتها را سازمان‌های امنیت آمریکا شنیده بودند …
ولی نهایتاً این طرح را به اجرا نگذاشتیم و اسنودن در مسکو ماند و از روسیه پناهندگی دریافت نمود.

### اسنودن در پارلمان اروپا
در ۸ آوریل ۲۰۱۴ ادوارد اسنودن از طریق ارتباط اینترنتی از مسکو در کمیسیون ویژه پارلمان اروپا حضور یافت. در این چهار ویدیو می‌توانید اظهارات اسنودن را در برابر نمایندگان اتحادیه اروپا، با زیرنویس فارسی مشاهده کنید:

## اتهامات جنایی
در۱۴ ژوئن ۲۰۱۳، دادستانی فدرال ایالات متحده اتهامات زیر را علیه اسنودن اقامه نمود: سرقت اموال دولت و دو مورد نقض قوانین جاسوسی با به مشارکت گذاردن غیرقانونی اطلاعات محرمانه دفاع ملی، و اقدام به مکاتبه مدارک اطلاعاتی سری با افراد غیرمجاز.
هر یک از این سه اتهام می‌توانند حداقل حامل مجازات ۱۰ سال زندان باشند. در ابتدا اتهامات محرمانه بودند و یک هفته بعد اعلام گشتند. از اسنودن در مصاحبه ژانویه ۲۰۱۴ خواسته شد به ایالات متحده بازگردد و در دادگاه حضور یابد، همان‌گونه که اوباما چند روز جلوتر پیشنهاد کرده بود. اسنودن این‌گونه توضیح داد که چرا این تقاضا رد می‌کند: «چیزی که گفته نشده این است که جرائمی که من به ارتکاب آن متهم شده‌ام از نوعی هستند که به من امکان دفاع از خود در یک دادگاه علنی به منظور متقاعد ساختن یک هیئت منصفه در مورد بی‌گناهی‌ام و سودمند بودن عملم را نمی‌دهند، بنابراین باید بگویم: «خیلی جالب است که آقای رئیس‌جمهور به یک‌نفر توصیه می‌کند که از قاعده پیروی کند در حالی‌که وی می‌داند قاعده در این مورد یک دادگاه نمایشی خواهد بود.» نماینده قانونی اسنودن، جسیلین راداک نوشت: «قانون ضد جاسوسی مانع فرد متهم می‌شود تا از خود در یک دادگاه علنی و در حضور هیئت منصفه دفاع کند. نمونه‌های گذشتهٔ آن، توماس دریک، جان کریاکو و چلسی منینگ هستند. راداک هم‌چنین افزود که «قانون سری جنگ جهانی اول» هرگز به منظور مجازات افشاگران نبوده است بلکه برای جاسوسانی که اسرار را به دشمن می‌فروختند وضع شده بود. او گفت: «محاکمه غیر جاسوسان با استفاده از این قانون، عادلانه نیست.» در ۲۹ اکتبر ۲۰۱۵ (۷ آبان ۱۳۹۴)، پارلمان اروپا با اکثریت ۲۸۵ به ۲۸۱ رأی به آزادی دولت‌های اروپایی در رفع اتهام اسنودن و جلوگیری از استرداد او داد. اسنودن خود را یک افشاگر که نگران مراقبت عمومی الکترونیکی و جاسوسی وسیع شهروندان اروپایی بوده است خواند و در طی یک توییت این تصمیم را یک نقطه عطف، نه یک ضربه به آمریکا و بلکه امیدی برای پیشرفت نامید.

## احکام دادگاه
در۶ ژوئن ۲۰۱۳ و در بحبوحه افشاگری‌های اسنودن، لری کلیمن که یک مدافع حقوق محافظه کار برای عموم است شکایتی به دادگاه ارائه کرد با این مضمون که دولت فدرال با جمع‌آوری فرا داده‌ها از تلفن همراه او، به حقوق ایشان تعرض نموده است. در این پرونده که «کلیمن علیه اوباما» نامیده شد، قاضی ریچارد جی لیون سیستم جمع‌آوری آژانس امنیت ملی آمریکا را تقریباً جرج اورولی خواند و طی حکمی گفت که این برنامه با قانون اساسی ایالات متحده آمریکا مغایرت دارد. اسنودن بعدها تصمیم قاضی لیون را توجیه [عمل خود] توصیف نمود. در ۱۱ ژوئن، اتحادیه آزادی‌های شهروندی آمریکا طرح دعوی در یک دادگاه (مدنی) علیه جیمز کلپر، مدیر آژانس امنیت ملی آمریکا نمود به این اتهام که ضبط مکالمات تلفنی خلاف قانون اساسی است. در دسامبر ۲۰۱۳ و ده روز پس از حکم قاضی لیون، قاضی ویلیام اچ پاولی تصمیمی مخالف اتخاذ نمود. در پرونده «اتحادیه آزادی‌های شهروندی آمریکا علیه کلپر»، با تصدیق اینکه نباید در مورد حریم خصوصی سهل انگاری نمود اعلام داشت که اهمیت ویژه برنامه امنیتی بالاتر از این ملاحظات هستند و به نفع آژانس امنیت ملی آمریکا حکم صادر نمود.
گری اشمیت، عضو سابق کمیته امنیتی سنا اعلام کرد که دو حکم متضاد صادر شده در مورد برنامه آژانس امنیت ملی آمریکا، برای مردم ایجاد سردرگمی می‌نمایند. در ۷ مه ۲۰۱۵ (۱۷ اردیبهشت ۱۳۹۴)، دادگاه تجدید نظر در تأیید اظهارات اسنودن در سال ۲۰۱۳ در پرونده اتحادیه آزادی‌های شهروندی آمریکا علیه کلپر، چنین بیان کرد که بند ۲۱۵ لایحه میهن‌دوستی به آژانس امنیت ملی آمریکا اجازه جمع‌آوری حجیم سوابق تلفنی شهروندان آمریکا را نمی‌دهد. این دادگاه، حکم دسامبر ۲۰۱۳ قاضی پاولی مبنی بر قانونی بودن برنامه و اعمال آژانس امنیت ملی آمریکا را لغو نمود و پرونده را برای بررسی مجدد به وی بازگرداند. دادگاه تجدید نظر رأی به موافق قانون اساسی بودن جمع‌آوری حجیم ارتباطات تلفنی نداد و این برنامه را به لایحه میهن‌دوستی ملحق نساخت، بلکه فقط برای انقضای مدت اعتبار بند مربوط در این لایحه منتظر ماند. قاضی جرارد ای لینچ چنین نوشت: «نظر به اهمیت مسئله امنیت ملی در این پرونده، شرط احتیاط است که به کنگره آمریکا فرصت مناظره و تصمیم‌گیری در این باب داده شود.»

## جامعه بین‌المللی
به اعتبار افشاگری‌های اسنودن مجمع عمومی سازمان ملل متحد با اکثریت مطلق قطعنامه ۱۶۷–۶۸
را که یک قانون نمادی ضد جاسوسی است را به تصویب رساند، تا بدین وسیله از حق حریم خصوصی افراد (حقیقی، حقوقی، سیاسی …) در برابر جاسوسی و مراقبت‌های غیرقانونی نظیر جاسوسی ۳۵ رهبر سیاسی خارجی توسط ایالات متحده، دفاع بنماید.
این مصوبه " غیر الزام اور " به صراحت اعلام می‌دارد، همان حقوقی که مردم به‌طور عادی دارا هستند می‌بایست به‌طور آنلاین هم حمایت شوند.
بسیاری از رهبران آمریکای لاتین، از جمله رئیس‌جمهور آرژانتین کریستینا فرناندس، رئیس‌جمهور برزیل دیلما روسف، رئیس‌جمهور اکوادور رافائل کورئا، رئیس‌جمهور بولیوی اوو مورالس، رئیس‌جمهور ونزوئلا نیکلاس مادورو و رئیس‌جمهور نیکاراگوئه، دانیل اورتگا حمایت خود از اسنودن را اعلام کردند.

## اثر اسنودن
در ژوئیهٔ ۲۰۱۳، جِی روزِن، منتقد رسانه‌ها، تأثیرات اسنودن بر جامعهٔ امروزی را چنین توصیف نمود: «نفع مستقیم و غیرمستقیم مردم از آبشار رویدادها و گزارش‌هایی که در پی افشاگری‌های ادوارد اسنودن در مورد سیستم مراقبت عمومی دولت آمریکا، به‌وجود آمد ."
در دسامبر همان سال نشریه د نیشن نوشت اقدام اسنودن جرقه‌ای بود که بحث را در مورد مرز بین امنیت ملی و حریم خصوصی را آغاز کرد، که شش ماه جلوتر آن را نداشتیم، در حالی‌که بایست می‌بود. اکونومیست پیش‌بینی کرد که نتیجهٔ اثر اسنودن، این خواهد بود که شرکت‌ها دیوارهای محافظتی سایبری برپا خواهند نمود. در فوربز، اثر اسنودن به‌صورت تشکل یک نوع کمیاب فعالیت از هر دو حزب در کنگره متبلور شده است؛ " یک کنگرهٔ نامتحد و سخت‌گیر، بر این عقیده است که در سیاست‌های امنیتی پس از حملات ۱۱ سپتامبر، خیلی زیاده‌روی شده است. گزارش بهار ۲۰۱۴ نگرش و نظرسنجی مراکز تحقیقاتی تأثیر اسنودن را چنین بیان داشت؛ " چهرهٔ ایالات متحده با افشاگری‌های اسنودن در مورد عملیات جاسوسی عمومی آژانس امنیت ملی ایالات متحدهٔ آمریکا در نزد جهانیان و به‌ویژه اروپا و آمریکای لاتین، لکه‌دار شده است ". در سپتامبر ۲۰۱۴ جیمز کلپر رئیس آژانس امنیت ملی آمریکا گفت؛ افشاگری‌های اسنودن یک «طوفان تمام عیار» در زمینهٔ توانایی سازمان‌های اطلاعاتی، ایجاد نموده است ". کلپر افزود:"افشاگری‌های اسنودن به روابط با شرکای اقتصادی خارجی صدمه وارد آورد، محدودیت بودجه ایجاد کرد، و باعث شد ایالات متحده، جمع‌آوری اطلاعات از یک سری سوژه‌ها را متوقف سازد و در نتیجه سیاست‌های آمریکا به خطر بزرگ‌تری انداخته شوند. در فوریهٔ ۲۰۱۵ مدیر مرکز ملی ضدتروریسم، نیکلاس جی راسموسن گفت که " دولت شواهدی در دست دارد که پس از افشاگری‌های اسنودن، تروریست‌ها از روش‌های مخابراتی پیچیده‌تر و از کدگذاری استفاده می‌کنند، آدرس ایمیل خود را عوض کرده‌اند به‌طور خلاصه روش‌های قدیم خود را کاملاً تغییر داده‌اند، زیرا اکنون می‌دانند ما چگونه اطلاعات را جمع‌آوری می‌کنیم ".
در فوریهٔ ۲۰۱۵، اسنودن در مورد اثرات افشاگری‌هایش چنین می‌اندیشید:
بزرگ‌ترین تحول، آگاهی یافتن بوده است. قبل از ۲۰۱۳ اگر کسی می‌گفت که آژانس امنیت ملی ایالات متحده آمریکا مکالمات تلفنی همه را ثبت و ردگیری می‌کند و ستاد ارتباطات دولت انگلیس وکلا و روزنامه‌نگاران را تحت مراقبت دارد، مردم با ناباوری نگاه می‌کردند و شخص را یک مبلغ تئوری توطئه می‌نامیدند.

## مستند فرار اسنودن از هنگ کنگ
ترمینال اف، فیلم مستند فرار و سفر پُرمخاطرهٔ ادوارد اسنودن بین هنگ کنگ و مسکو است که با همراهی روزنامه‌نگار سارا هریسون از فعالان ویکی‌لیکس و همکار جولین آسانژ صورت گرفت. این مستند که به همت روزنامه‌نگار تحقیقی جان گوتز آلمانی و فیلمساز مستند دانمارکی پل اریک هیلبات ساخته شده است لحظات تعیین‌کننده و حساس این سفر را به تصویر می‌آورد.

## توییت‌های فارسی
ادوارد اسنودن در حساب توییتری شخصی‌اش در ۲۱ اکتبر ۲۰۲۱ به زبان فارسی نوشت: 
دیوار موش داره و موش گوش داره
او دو روز بعد درحالی که اولین توییت فارسی‌اش بیش از پنجاه هزار لایک و بیش از چهار هزار کامنت دریافت کرده بود، در سومین توییت فارسی‌اش نوشت: «من به‌شدت سطح فعالیت توییتر فارسی را دست‌کم گرفتم.»